# Bizantinsko cesarstvo
Bizantinsko cesarstvo ali Vzhodno Rimsko cesarstvo je bil vzhodni, pretežno grško govoreči del razpadlega Rimskega cesarstva. Njegovo glavno mesto je bil Konstantinopel (slovensko Carigrad), ki se je od ustanovitve leta 667 pr. n. št. do leta 330 imenoval Bizanc. Cesar Konstantin I. Veliki ga je takrat preimenoval v Novi Rim (latinsko Nova Roma), po njegovi smrti leta 337 pa so začeli uporabljati ime Konstantinopel, se pravi Konstantinovo mesto. V turščini se je ime Kostantiniyye (قسطنطینية) obdržalo do leta 1930, ko ga je Atatürk preimenoval v Istanbul, kot se je dotlej imenoval samo azijski del mesta.
Cesarstvo je preživelo deljenje in propad Zahodnega Rimskega cesarstva v 5. stoletju n. št. ter živelo še približno tisoč let, dokler ga niso leta 1453 osvojili osmanski Turki Mehmeda II. Osvajalca. Večino svojega obstoja je bilo najmočnejša gospodarska, kulturna in vojaška sila v Evropi. 
Naziva »Bizantinsko cesarstvo« in »Vzhodno Rimsko cesarstvo« sta zgodovinopisna izraza, ki sta nastala po propadu cesarstva. Bizantinski državljani so svojo državo imenovali Rimsko cesarstvo (antično grško starogrško Βασιλεία Ῥωμαίων [Basileia Rhōmaiōn], latinsko Imperium Romanum) ali starogrško Ῥωμανία [Romania], sebe pa Rimljani.
Prehodno obdobje, v katerem se je Rimsko cesarstvo razdelilo na grški vzhod in latinski zahod, je od 4. do 6. stoletja zaznamovalo več ključnih dogodkov. Leta 285 je cesar Dioklecijan (vladal 284–305) razdelil rimsko državno upravo na vzhodno (pars Orientalis) in zahodno polovico (pars Occidentalis). V letih 324 do 330 je cesar Konstantin Veliki (vladal 306–337) prestavil prestolnico cesarstva iz Rima v Bizanc, in ga preimenoval v Novi Rim (Nova Roma). Pod Teodozijem I. (vladal 379–395) je krščanstvo postalo uradna državna vera. Vse druge vere, vključno z rimskim mnogoboštvom, so bile prepovedane. Naslednji prelomni dogodek je bil propad zahodnega dela cesarstva leta 476, po katerem je cesar na vzhodu postal edina in vrhovna oblast. Nazadnje se je med vladavino cesarja Heraklija (vladal 610–641) reformirala vojaška in civilna državna uprava in latinščino je kot uradni jezik zamenjala grščina. Rimska država in navade so se v veliki meri ohranile. Zgodovinarji kljub temu ločujejo Bizantinsko cesarstvo od klasičnega Rimskega, predvsem zato, ker je v njem prevladovala grška in ne latinska kultura ter pravoslavno krščanstvo namesto rimskega mnogoboštva.
Meje cesarstva so se zelo spreminjale in doživele več obdobij krčenja in širjenja. Cesarstvo je doseglo svoj največji obseg med vladavino cesarja Justinijana I. (vladal 527–565). V tem času je ponovno osvojilo večino zgodovinske rimske zahodne obale Sredozemlja, vključno s severno Afriko, Italijo in samim Rimom, katerega je obdržalo dve stoletji. Med vladavino cesarja Mavricija (vladal 582–602) se je cesarstvo razširilo proti vzhodu in utrdilo svojo severno mejo. Njegov umor je sprožil bizantinsko-sasanidsko vojno (602–628), ki je izčrpala cesarstvo in bila eden od vzrokov za veliko izgubo ozemlja na vzhodu med muslimanskimi osvajanji v 7. stoletju. V tem obdobju je v nekaj letih izgubilo svoji najbogatejši provinci Egipt in Sirijo.
V 10. in 11. stoletju se je med vladavino Makedonske dinastije cesarstvo ponovno razširilo in doživelo obdobje tako imenovane makedonske renesanse, ki se je po porazu v bitki s Seldžuki pri Manzikertu leta 1071 končala z izgubo večine Male Azije. Poraz je odprl vrata naseljevanju Turkov v Mali Aziji. 
V zadnjih stoletjih obstoja je cesarstvo na splošno propadalo. Poskuse, da bi se ponovno okrepilo, je zapečatila četrta križarska vojna, v kateri so latinski križarji leta 1204 osvojili in izropali Konstantinopel. Cesarstvo se je razdelilo na rivalska bizantinska grška in latinska kraljestva. Cesarstvo s Konstantinoplom kot prestolnico je uspela restavrirati dinastija Paleologov leta 1261, vendar je ostalo samo kot ena od majhnih rivalskih držav z ozemljem, ki se je v preostalih dveh stoletjih vztrajno krčilo na račun sosed (Osmanov, Bolgarov, Srbov, križarjev). Ostanek ozemlja, ki se je postopoma skrčilo na mestno državo, so v 15. stoletju dokončno osvojili osmanski Turki. Cesarstvo je dokončno propadlo leta 1453, ko je sultan Mehmed Osvajalec osvojil Konstantinopel.

## Ime
Izraz »bizantinski« za vzhodni del nekdanjega Rimskega cesarstva je prvi uporabil nemški zgodovinar Hieronymus Wolf v svoji zbirki zgodovinskih virov z naslovom Corpus Historiæ Byzantinæ, objavljeni leta 1557. Nastal je iz imena Bizanc, ki ga je imelo mesto do preimenovanja v Nova Roma (Novi Rim) okoli leta 330. Po tem datumu se je staro ime uporabljalo zelo redko, večinoma v zgodovinskih ali pesniških kontekstih. Po objavi Byzantine du Louvre (Corpus Scriptorum Historiae Byzantinae) leta 1648 in Du Cangejeve Bizantinske zgodovine (Historia Byzantina) leta 1680 je med francoskimi pisci, med katere je sodil tudi Montesquieu, postal izraz »bizantinski« vedno bolj priljubljen. V zahodnem svetu je kljub temu prešel v splošno rabo šele sredi 19. stoletja. Izraz Bizantinsko cesarstvo (imperij) se je prvič pojavil leta 1857 v Zgodovini Bizantinskega cesarstva od 716 do 1057 angleškega avtorja Georgea Finlaya.
Njegovi prebivalci so svojo državo imenovali Rimsko cesarstvo ali Cesarstvo Rimljanov (latinsko Imperium Romanum, Imperium Romanorum, grško starogrško Βασιλεία τῶν Ῥωμαίων [Basileia tōn Rhōmaiōn], starogrško Ἀρχὴ τῶν Ῥωμαίων Arhē tōn Rhōmaiōn), Romanija (latinsko Romania, grško Ῥωμανία [Rōmania]), Rimska republika (latinsko Res Publica Romana, grško starogrško Πολιτεία τῶν Ῥωμαίων [Politeia tōn Rhōmaiōn]), Grekija (grško starogrško Γραικία [Graikia]) in starogrško Ῥωμαΐς [Rhōmais]). Sebe so imenovali Romaioi in Graikoi, se pravi Rimljani ali Grki. Zanimivo je, da so Grki svoj sodobni jezik še v 19. stoletju imenovali romaika in graikika. 
Četudi je bilo Bizantinsko cesarstvo večino svoje zgodovine multietnično in je ohranilo rimsko-grško izročilo, so ga začeli njegovi zahodni in severni sodobniki istovetiti z vedno bolj prevladujočim grškim elementom. Na Zahodu sta se za Bizantinsko cesarstvo in bizantinskega cesarja začela priložnostno uporabljati izraza Grško cesarstvo (latinsko Imperium Graecorum) in cesar Grkov (Imperator Graecorum).
Avtoriteta bizantinskega cesarja kot zakonitega rimskega cesarja se je zamajala leta 800, ko je papež Leon III. leta 800 za cesarja (Imperator Augustus) Svetega rimskega cesarstva kronal Karla Velikega. Papež, ki je potreboval Karlovo podporo v boju proti svojim sovražnikom v Rimu, je hkrati izkoristil praznino na rimskem prestolu in cesarja imenoval kar sam. Kadar so zahodni vladarji in papež morali za vzhodne rimske cesarje uporabiti naslov »rimski«, so namesto naslova Imperator Romanorum (rimski cesar) običajno uporabili naslov Imperator Romaniae, se pravi cesar Romanije. Naslov Imperator Romanorum so uporabljali izključno za Karla Velikega in njegove naslednike. V islamskem in slovanskem svetu so na cesarstvo gledali bolj neposredno, kot na nadaljevanje Rimskega cesarstva, in pri poimenovanju niso delali nobenih razlik. V islamskem svetu je bili cesarstvo znano predvsem kot Rûm. Naziv millet-i Rûm, se pravi rimsko ljudstvo, se je v Osmanskem cesarstvu uporabljal še v 20. stoletju za nekdanje podanike Bizantinskega cesarstva oziroma njihove pravoslavne verske skupnosti.

## Zgodovina

### Zgodnja zgodovina
V seriji konfliktov med 3. in 1. stoletjem pr. n. št. je Rimska republika postopoma vzpostavila hegemonijo nad vzhodnim Sredozemljem, medtem ko se je njena vlada na koncu preoblikovala v enoosebno vladavino cesarja. Rimsko cesarstvo je uživalo obdobje relativne stabilnosti do 3. stoletja našega štetja, ko je kombinacija zunanjih groženj in notranjih nestabilnosti povzročila razpad rimske države, ko so regionalne vojske svoje generale razglasile za 'vojake-cesarje'. Eden od teh, Dioklecijan (vladal 284–305), je videl, da je država prevelika, da bi ji vladal en človek, in je poskušal težavo rešiti z uvedbo tetrarhije ali vladavine štirih in razdelitvijo cesarstva na vzhodno in zahodno polovice. Čeprav je sistem tetrarhije hitro propadel, se je delitev cesarstva izkazala za trajen koncept.
Dioklecijanove reforme so bistveno spremenile vladno strukturo, obseg in obdavčitev, te reforme pa so imele tudi učinek znižanja prve prestolnice, Rima. Konstantin I. Veliki (vladal 306–337) si je zagotovil izključno oblast leta 324. V naslednjih šestih letih je ponovno zgradil mesto Bizanc kot glavno mesto, ki se je preimenovalo v Konstantinopel. Rim je bil dlje od pomembnih vzhodnih provinc in na strateško manj pomembni lokaciji; niso ga cenili 'vojaki-cesarji', ki so vladali z meja, ali prebivalstvo cesarstva, ki se je po podelitvi državljanstva imelo za 'Rimljane'. Konstantin je obsežno reformiral vojaško in civilno upravo cesarstva ter uvedel zlati solidus kot stabilno valuto. Bil je naklonjen krščanstvu, v katerega se je spreobrnil leta 312.
Konstantinova dinastija je vodila dolgotrajen spopad proti Sasanidski Perziji in se končal leta 363 s smrtjo njegovega zeta Julijana. Kratka Valentinijanova dinastija, ki se je ukvarjala z vojnami proti barbarom, verskimi razpravami in protikorupcijskimi kampanjami, se je končala na vzhodu s smrtjo Valensa v bitki pri Adrianoplu leta 378.
Valensov naslednik Teodozij I. (vladal 379–395) je obnovil politično stabilnost na vzhodu tako, da je Gotom dovolil, da so se naselili na rimskem ozemlju; dvakrat je posegel tudi v zahodno polovico in premagal uzurpatorja Magna Maksima in Evgenija leta 388 oziroma 394. Dejavno je obsodil poganstvo, potrdil primat nicejskega krščanstva nad arijanstvom in uveljavil krščanstvo kot rimsko državno vero. Bil je zadnji cesar, ki je vladal tako zahodni kot vzhodni polovici cesarstva; po njegovi smrti bi Zahod destabiliziralo zaporedje 'vojakov-cesarjev', za razliko od Vzhoda, kjer bi upravitelji še naprej imeli oblast. Teodozij II. (vladal 408–450) je vladavino vzhoda v veliki meri prepustil uradnikom, kot je Antemij, ki je zgradil Teodozijevo obzidje za obrambo Konstantinopla, ki je zdaj trdno zasidran kot prestolnica Rima.
Teodozijevo vladavino je zaznamoval teološki spor o nestorijanstvu, ki je bilo sčasoma razglašen za krivoversko in oblikovanje zakonika Theodosianus Codex. Tam so prišli tudi Atilovi Huni, ki so opustošili Balkan in od cesarstva zahtevali ogromen davek; Atila je vendarle svojo pozornost preusmeril na hitro propadajoče zahodno cesarstvo in njegovo ljudstvo je po njegovi smrti leta 453 razpadlo. Potem ko je Leon I. Tračan (vladal 457–474) leta 468 spodletel v svojem poskusu ponovne osvojitve zahoda, je vojskovodja Odoaker leta 476 odstavil Romula Avgusta, leta 480 ubil njegovega naslovnega naslednika Julija Nepota in urad zahodnega cesarja je bil uradno ukinjen.
Zaradi kombinacije sreče, kulturnih dejavnikov in političnih odločitev Vzhodno cesarstvo nikoli ni trpelo zaradi uporniških barbarskih vazalov in mu nikoli niso vladali barbarski vojskovodje – težave, ki so zagotovile propad Zahoda. Zenon (vladal 474–491) je prepričal problematičnega ostrogotskega kralja Teoderika, da prevzame nadzor nad Italijo od Odoakra, kar je tudi storil; ko je umrl v miru s cesarstvom, je Zenona nasledil Anastazij I. Dikor (vladal 491–518). Čeprav je njegov monofizitizem prinesel občasne težave, je bil Anastazij sposoben upravitelj in je uvedel več uspešnih finančnih reform, vključno z ukinitvijo davka krizargiron. Bil je prvi cesar po Dioklecijanu, ki je umrl brez resnih težav, ki bi prizadele njegovo cesarstvo.

### Ponovna centralizacija
Konstantin je leta 330 prestavil prestolnico cesarstva v Konstantinopel kot drugi Rim. Mesto je imelo pomemben strateški položaj na križišču trgovskih poti med Evropo in Azijo ter Sredozemljem in Črnim morjem. Dopolnitev strateški vrednosti mesta je simbolika sedmih gričev, čeprav so bili v mejah Konstantinovega obzidja zgolj štirje in se je šele kasneje pod Teodozijem II. razširilo na vseh sedem. Konstantin je razen tega temeljito reformiral vojaške, denarne, upravne in verske institucije. Nekateri sodobniki so ga obtoževali, predvsem zaradi gospodarske politike, da je »brezbrižen finančnik«, vendar je njegov zlati solidus postal stabilna valuta, ki je utrdila gospodarstvo in pospešila razvoj.
Krščanstvo med njegovo vladavino še ni postalo izključna državna vera, vendar je uživalo cesarjevo podporo in imelo privilegije. Konstantin je uvedel načelo, da cesar ne more urejati doktrinarnih verskih vprašanj, lahko pa v ta namen sklicuje cerkvene zbore. S sklicem sinode v Arlesu in Prvega nicejskega koncila je pokazal zanimanje za enotnost Cerkve in svojo zahtevo, da on postane njen poglavar.
Leta 460 sta vladala cesarja Leon I. na vzhodu in Majorijan na zahodu. Rimska oblast na zahodu je nato trajala manj kot dve destletji, medtem ko je ozemlje na vzhodu ostalo nespremenjeno do ponovnih osvajanj cesarja Justinijana I.. Leta 395 je Teodozij I. razdelil cesarski položaj med svoja sinova Arkadija na Vzhodu in Honorija na Zahodu, s čimer je ponovno razdelil državno upravo. V 5. stoletju se je vzhodni del cesarstva večinoma izognil težavam, s katerimi so se soočali na Zahodu, predvsem zaradi razvitejše urbane kulture in bogatejših finančnih virov, s katerimi so podkupovali nasprotnike, plačevali najemniške vojake, utrjevali obzidja in vzdrževali pomorske povezave. Teodoziju II. je takšen položaj omogočil, da se je osredotočil na kodificiranje rimskega prava in utrjevanju konstantinopelskega obzidja, ki je vzdržalo vse do napada križarjev leta 1204.
Za ustavitev Hunov je moral Teodozij Atili plačevati ogromen letni davek. Njegov naslednik Marcijan je plačevanje davka zavrnil, vendar je Atila takrat že obrnil svojo pozornost proti Zahodu. Po Atilovi smrti leta 453 se je Hunsko cesarstvo sesulo. Veliko preostalih Hunov je kasneje služilo v bizantinski najemniški vojski.

### Izguba Zahodnega rimskega cesarstva
Po Atilovi smrti je Vzhodno cesarstvo doživelo obdobje miru, medtem ko je Zahodno cesarstvo propadalo zaradi stalnih vdorov in širjenja germanskih ljudstev. Zahodno cesarstvo je uradno propadlo leta 476, ko je germanski rimski general Odoaker odstavil zadnjega zahodnega rimskega cesarja Romula Avgusta. Leta 480 je cesar Zenon delitev cesarstva preklical in se razglasil za izključnega cesarja. Odoaker, takrat vladar v Italiji, je uradno postal njegov podanik, v resnici pa je vladal popolnoma samostojno in celo podprl upor proti cesarju.
Zenon se je pogajal z Ostrogoti, ki so vdrli preko Donave in se nato s cesarjevim dovoljenjem naselili v Meziji, ter prepričal njihovega kralja Teodorika, da se je kot njegov vrhovni poveljnik vojske v Italiji (magister militum per Italiam) odpravil na pohod v Italijo z nalogo odstaviti Odoakerja. Cesar se je z njegovim odhodom znebil samovoljnega podložnika, po Odoakerjevem porazu pa še drugega. Leta 493 je v Italiji zavladal Teodorik, čeprav ga vzhodni cesarji nikoli niso uradno priznali za kralja (rex).
Leta 491 je bizantinski prestol zasedel Anastazij I., postarani državni uradnik rimskega porekla, kateremu je leta 497 uspelo zatreti izavrijski upor. Anastazij se je izkazal kot učinkovit reformator in sposoben državni uradnik. Dodelal je denarni sistem Konstantina I. in standardiziral maso bakrenega folisa, s katerim se je opravljala večina dnevnih denarnih transakcij. Reformiral je tudi davčni sistem in za vedno ukinil davek hrisargir (latinsko collatio lustralis), ki se je plačeval vsaka štiri leta v zlatu ali srebru. Ko je Ansatazij umrl, je državna zakladnica posedovala ogromno količino 320.000 liber (150.000 kg) zlata.

### Ponovna osvojitev zahodnih provinc
Justinijan I., sin ilirskega kmeta, je oblast prevzel verjetno že med vladanjem svojega strica Justina I. (vladal 518–527). Z njegovim uradnim ustoličenjem leta 527 se je začelo obdobje osvajanja nekdanjih rimskih ozemelj. Leta 532 je zaradi zavarovanja vzhodne meje cesarstva podpisal mirovno pogodbo s perzijskim kraljem Kozravom I. Anošarvanom, s katero se je obvezal plačevati velik letni davek Sasanidskemu cesarstvu. Isto leto je zatrl upor Nika v Konstantinoplu, ki je sicer utrdil njegovo oblast, vendar je hkrati zahteval 30.000 do 35.000 na njegov ukaz usmrčenih in izgnanih upornikov.
Leta 529 je desetčlanska komisija pod predsedstvom Ivana Kapadokijskega revidirala rimsko pravo in sestavila nov zbornik zakonov in pravnih izvlečkov. Leta 534 so zakonik dopolnili s predpisi, ki jih je izdal Justinijan do leta 534, in vzpostavili pravni sistem, ki je veljal skoraj do konca bizantinskega obdobja.
Osvajanje zahoda se je začelo leta 533, ko se je general Belizar odpravil na pohod v nekdanjo rimsko provinco Afriko z glavnim mestom Kartagino, ki so jo leta 529 okupirali Vandali. Osvajanje je poteklo presenetljivo lahko, sledili pa so upori podjarmljenih lokalnih plemen, ki so trajali vse do leta 548. V ostrogotski Italiji je smrt Teodorika, njegovega nečaka in naslednika Atalarika ter hčerke Amalasunte omogočila njihovemu morilcu Teodahadu, da je kljub omajani avtoriteti zasedel ostrogotski prestol (vladal 534–536).
Leta 535 se je majhna bizantinska ekspedicijska vojska izkrcala na Siciliji, kjer je naletela na šibek odpor, in začela osvajati Apeninski polotok. Odpor Gotov se je hitro okrepil, zato je Belizarju po uspešnih obleganjih Neaplja in Rima šele leta 540 uspelo osvojiti tudi gotsko prestolnico Raveno. Leta 535–536 je Teodahad v Konstantinopel poslal papeža Agapita I. z zahtevo, da cesar umakne svojo vojsko s Sicilije, Dalmacije in Italije. Agapitu ni uspelo skleniti miru z Justinijanom, uspelo pa mu je javno ožigosati in odstaviti monofizitskega patriarha Antima I., kljub temu, da je užival podporo in zaščito cesarice Teodore.
Ostrogoti so se kmalu ponovno združili pod kraljem Totilo in leta 546 zasedli Rim. V Italijo so leta 544 ponovno poslali Belizarja, vendar so ga že leta 549 odpoklicali. Konec leta 551 ga je v Italiji zamenjal armenski evnuh Narzes z vojsko 35.000 mož, ki je obrnila gotsko vojno srečo. Totila je bil v bitki pri Tagini leta 552 poražen in ubit. Njegov naslednik Teja je bil poražen v bitki pri Vezuvu (latinsko Mons Lactarius) oktobra 552. Vojna v Italiji se je kljub upiranju nekaj gotskih garnizij ter napadu najprej Frankov in nato Alemanov končala. Leta 551 je Atanagild, plemič iz vizigotske Hispanije, prosil Justinijana za pomoč v vojni proti upornikom v Hispaniji in cesar mu je poslal vojsko pod poveljstvom uspešnega poveljnika Liberija. Bizantinsko cesarstvo je po zatrtju upora do vladavine cesarja Heraklija obdržalo majhen pas hispanske sredozemske obale.
Na vzhodu se je bizantinsko-perzijska vojna nadaljevala do leta 561, ko so Justinijanovi in Kozravovi odposlanci sklenili petdesetletno premirje. Do sredine 550. let je Justinijan zmagal na večini bojišč, razen na Balkanu, ki je bil prizorišče stalnih vdorov Slovanov in Gepidov. Plemena Srbov in Hrvatov so se kasneje med vladanjem cesarja Heraklija naselila na severozahodnem Balkanu. Justinijan je zaradi nove hunske grožnje ponovno vpoklical že upokojenega generala Belizarja in okrepil donavsko ladjevje, ki je prisililo kutrigurske Hune k umiku. Cesar jim je s posebno pogodbo omogočil neoviran prehod preko Donave.
V 6. stoletju je imela tradicionalna grško-rimska kultura v vzhodnem cesarstvu še vedno velik vpliv. Filozofe, tudi Ivana Filopona, so začele privlačiti novoplatonske ideje, povezane s krščanskim naukom in empirizmom. Helenistično filozofijo je začela postopoma izpodrivati novejša krščanska filozofija. Mnogoboštvo je država zatrla. Pomembna prelomnica je bilo zaprtje Platonske akademije. S hvalnicami Romana Meloda se je začel razvoj božanske liturgije, medtem ko so arhitekti in gradbeniki zaključevali gradnjo Hagije Sofije – cerkve Svete modrosti, ki je nadomestila starejšo cerkev, porušeno v uporu Nike. Hagija Sofija še vedno stoji in spada med največje dosežke bizantinske arhitekture. V 6. in 7. stoletju je cesarstvo prizadela vrsta epidemij, ki so zdesetkale prebivalstvo in znatno prispevale h gospodarskemu nazadovanju in slabljenju cesarstva.
Po Justinijanovi smrti leta 565 je njegov naslednik Justin II. prenehal plačevati letni davek (tribut) Perzijskemu cesarstvu. Medtem so v Italijo vdrli germanski Langobardi. Do konca 6. stoletja je v bizantinskih rokah ostala samo še tretjina Apeninskega polotoka. Justinov naslednik Tiberij II. se je soočal s kar dvema sovražnikoma: Avari, katere je umiril z denarnimi podelitvami (subvencijami), in Perzijci, proti katerim je sprožil vojno. Njegov general Mavricij se je uspešno vojskoval s Perzijci, denarni prispevki pa niso preprečili vdora Avarov. Leta 582 so osvojili balkansko trdnjavo Sirmium (sedanja Sremska Mitrovica), medtem pa so preko Donave začeli vdirati tudi Slovani.
Mavricij, ki je nasledil Tiberija, se je vmešal tudi v perzijsko državljansko vojno. Na prestol je vrnil odstavljenega zakonitega cesarja Kozrava II. in ga poročil s svojo hčerko Marijo. Mirovna pogodba z Mavricijevim zetom je pomaknila mejo Bizantinskega cesarstva proti vzhodu in omogočila energičnemu cesarju, da je svojo pozornost preusmeril na Balkan. Do leta 602 je z nizom uspešnih vojnih pohodov potisnil Avare in Slovane nazaj preko Donave.

### Krčenje meja

#### Heraklijska dinastija
Fokasov umor cesarja Mavricija je izkoristil Kozrav kot pretvezo za zasedbo nekdanje rimske province Mezopotamije. Fokas, ki je bil nepriljubljen vladar in je v bizantinskih virih vedno opisan kot tiran, je bil tarča številnih zarot pod vodstvom Senata. Leta 610 ga je dokončno odstavil njegov naslednik Heraklij, ki je z vojnim ladjevjem priplul iz Kartagine.
Po Heraklijevem prihodu na bizantinski prestol so Sasanidi prodrli globoko v Levant, zasedli Damask in Jeruzalem in odnesli Jezusov križ v Ktezifon. Heraklijev protinapad je imel značilnosti svete vojne. Vojska je nosila prapor s Kristusovo podobo, podobno kot med neuspešnim avarskim obleganjem Konstantinopla leta 526, v katerem so zmago pripisovali Marijini ikoni, ki jo je patriarh Sergij nosil v procesiji po mestnem obzidju.
Glavnina sasanidske vojske je bila leta 527 uničena v bitki pri Ninivah. Cesar Heraklij je čez dve leti slavnostno vrnil Jezusov križ v Jeruzalem. Vojna je izčrpala tako Bizantince kot Sasanide in obe cesarstvi sta postali zelo ranljivi za muslimanske armade, ki so se pojavile v naslednjih letih. Bizantinci so leta 636 doživeli katastrofalen poraz v bitki z Arabci pri Jarmuku in padec Ktezifona leta 637.

#### Obleganje Konstantinopla (674–678)
Ko so Arabci utrdili svojo oblast v Siriji in Levantu, so se pogosto odpravljali na vojne pohode globoko v Malo Azijo in leta 674–678 oblegali sam Konstantinopel. Arabsko ladjevje pred mestom je Bizantincem uspelo odbiti z grškim ognjem. Po uspešno odbitem obleganju so z Omajadskim kalifatom sklenili tridesetletno premirje. Pohodi v Malo Azijo so se kljub temu nadaljevali v enakem obsegu in pospešili propadanje klasične urbane kulture. Prebivalci številnih mest so ali močno utrdili majhen del mesta znotraj starega mestnega obzidja ali se v celoti preselili v bližnje trdnjave. Konstantinopel se je močno skrčil in delno ruraliziral, število prebivalcev pa se je s 500.000 zmanjšalo na samo 40.000 do 70.000. Po sasanidski in nato arabski zasedbi Egipta so se dobave brezplačnega egiptovskega žita ustavile in javne delitve pšenice so se ukinile.
Praznino, ki je nastala z razpadom starega sistema delno samostojnih civilnih institucij je zapolnil sistem vojaških okrožij – tém. Mala Azija je bila razdeljena na okrožja, ki so jih zasedle različne vojske. Vojska je prevzela tudi civilno oblast in bila odgovorna neposredno cesarski administraciji. Sistem, ki je imel korenine morda že v ad hoc ukrepih cesarja Heraklija, se je v 7. stoletju razvil v popolnoma nov sistem državne uprave. Obsežno kulturno in ustanovno preurejanje cesarstva zaradi izgube velikega ozemlja v 7. stoletju je povzročilo dokončen prelom v rimskosti vzhodnega Sredozemlja. Na Bizantinsko cesarstvo se je začelo gledati kot na državo, ki ni naslednica in nadaljevanje nekdanjega Rimskega cesarstva.
Premik velikega števila vojakov z Balkana na vzhod v vojno s Sasanidi in nato Arabci je odprla vrata postopnemu širjenju slovanskih ljudstev na Balkanski polotok. Proces krčenja mest, ki se je dogajal v Mali Aziji, se je zdaj ponovil na Balkanu. Mnogo velikih mest se je skrčilo na velikost majhnega utrjenega naselja. Zaradi prodiranja Hazarov proti zahodu so v 670. letih preko Donave vdrli tudi pred njimi umikajoči se Bolgari. Bizantinska vojska, ki naj bi leta 680 preprečila njihovo naseljevanje, je bila poražena.
Leta 681 je Konstantin IV. podpisal mirovno pogodbo z bolgarskim kanom Asparuhom in Bolgari so prevzeli oblast nad številnimi slovanskimi plemeni, ki so pred tem, vsaj uradno, priznavala bizantinsko oblast. Leta 687–688 se je Justinijan II., zadnji cesar iz Heraklijske dinastije, odpravil na pohod proti Bolgarom in Slovanom in dosegel velike uspehe. Dejstvo, da si je moral z orožjem utreti pot iz Trakije v Makedonijo kaže, kako zelo je upadla moč cesarstva na severnem Balkanu.
Justinijan II. je z uvedbo visokih davkov in imenovanjem nepomembnežev na uradniške položaje poskušal zlomiti moč mestne aristokracije, zato so ga leta 695 odstavili. Zatekel se je k Hazarom in nato k Bolgarom in se leta 705 vrnil v Konstantinopel z vojsko bolgarskega kana Tervela. Ponovno je zasedel prestol in proti svojim nasprotnikom uvedel vladavino terorja. Po dokončni odstavitvi leta 711, ki jo je tudi tokrat sprožila mestna aristokracija, se je vladavina Heraklijske dinastije končala.

#### Od Izavrijske dinastije do Bazilija I.
Leon III. Izavrijec je odbil napad muslimanov leta 718 in se posvetil reorganizaciji in utrjevanju maloazijskih tém. Njegov naslednik Konstantin V. Kopronim je izvojeval več spoštovanja vrednih zmag v severni Siriji in temeljito spodkopal moč Bolgarov.
Arabci so izkoristili šibkost cesarstva po uporu Tomaža Slovana na začetku 820. let, zasedli Kreto in uspešno napadli Sicilijo. Leta 863 je bizantinski general Petronas dosegel odločilno zmago proti melitenskemu emirju Omarju Al-Aktu. Cesarstvo so začeli ponovno ogrožati tudi Bolgari carja Kruma, dokler ni Krumov sin Omurtag leta 815–816 podpisal mirovne pogodbe z Leonom V.

#### Verski spori zaradi ikonoklazma
8. in zgodnje 9. stoletje so zaznamovala prerekanja in verska delitev zaradi ikonoklazma, ki so trajala več kot stoletje. Ikone, se pravi vse oblike podob z versko vsebino, sta cesarja Leon in Konstantin okoli leta 730 prepovedala, kar je v celem cesarstvu sprožilo niz uporov njihovih častilcev – ikonudulov. Na pobudo cesarice Irene je bil leta 787 sklican Drugi nicejski koncil, ki je sklenil, da se podobe lahko spoštujejo, vendar se ne smejo častiti. Za Ireno se je govorilo, da se je pogajala za svojo poroko s Karlom Velikim. Teofan Spovednik trdi, da je njen načrt preprečil eden od njenih od njenih ljubljencev Ecij.
Na začetku 9. stoletja je Leon V. ponovno uvedel politiko ikonoklazma, katero je leta 843 prekinila cesarica Teodora s pomočjo patriarha Metodija. Ikonoklazem je igral pomembno vlogo tudi v kasnejši odtujitvi Vzhoda in Zahoda, ki se je še bolj poglobila med tako imenovano Fotijevo shizmo, ker je papež Nikolaj I. izpodbijal imenovanje Fotija na čelo patriarhata. 

### Makedonska dinastija in oživitev cesarstva (867–1025)
Prihod Bazilija I. na bizantinski prestol leta 867 je pomenil začetek Makedonske dinastije, ki je vladala skoraj dve in pol stoletji. V dinastiji je bilo nekaj najmočnejših cesarjev v bizantinski zgodovini. Cesarstvo je v tem obdobju krenilo iz obrambe pred zunanjim sovražnikom v ponovno osvajanje izgubljenih ozemelj. Za to obdobje je značilna tudi oživitev kulture, predvsem filozofije in umetnosti. Ponovno se je poskušal vzpostaviti blišč časov pred vdorom Slovanov in kasneje Arabcev, zato se njihova vladavina imenuje tudi »zlata doba Bizanca«. Cesarstvo je bilo geografsko mnogo manjše kot pod Justinijanom I., vendar je imelo večjo moč, bilo ozemeljsko bolj celovito ter politično, gospodarsko in kulturno bolj enotno.

#### Vojne z Arabci (780–1180)
V prvih letih vladanja Bazilija I. so Bizantinci uspešno odbijali napade Arabcev na Dalmacijo in pokrajina je ponovno prišla pod njihovo oblast. To je omogočilo bizantinskim misijonarjem, da so Srbe in prebivalce sedanje Hercegovine in Črne gore spreobrnili v pravoslavno krščanstvo. Poskus ponovne osvojitve Malte se je končal s polomom, ko je lokalno prebivalstvo stopilo na arabsko stran in pobilo bizantinsko vojaško posadko.
Nasprotno pa se je bizantinski položaj v južni Italiji postopoma okrepil. Leta 873 so osvojili Bari in večina južne Italije je ostala pod njihovo oblastjo še naslednjih 200 let. Na bolj pomembni vzhodni fronti je cesarstvo utrdilo svojo obrambo in prešlo v protinapad. V njihovem glavnem mestu Tefrike (sedanji Divriği) v osrednji Mali Aziji so premagali heretične pavlikance, ofenziva proti Umajadskemu kalifatu pa se je začela z osvojitvijo Samosate.
Pod Bazilijevim sinom in naslednikom Leonom VI. Modrim so se vojaški uspehi proti sedaj šibkemu Abasidskemu kalifatu nadaljevali, cesarstvo pa je kljub temu leta 902 izgubilo Sicilijo, leta 904 pa je arabsko ladjevje oplenilo Solun, drugo najpomembnejše mesto v cesarstvu. Šibko bizantinsko vojno ladjevje so hitro okrepili, tako da je nekaj let kasneje ponovno zasedlo Ciper, izgubljen v 7. stoletju, in vdrlo v Laodikejo v Siriji. Bizantinci kljub temu še vedno niso mogli doseči odločilnega udarca proti muslimanom in so pri poskusu ponovne osvojitve Krete leta 911 doživeli katastrofalen poraz.
Smrt bolgarskega carja Simeona I. leta 927 je močno oslabila Bolgare in omogočila Bizantincem, da so se osredotočili na vzhodno fronto. Leta 934 so dokončno osvojili Meliteno, leta 943 pa je slavni general Ivan Kurukas nadaljeval ofenzivo v Mezopotamiji in dosegel nekaj omembe vrednih zmag, ki so se končale z osvojitvijo Edese. Kurkuasa so še posebej slavili potem, ko je v Konstantinopel vrnil Mandilion, relikvijo s podobo Kristusa.
Cesarja-vojaka Nikefor II. Fokas (vladal 963–969) in Ivan I. Cimiskes (vladal 969–976) sta po porazu emirjev iz severozahodnega Iraka razširila cesarstvo globoko v Sirijo. Nikefor je leta 962 zavzel Alep in leta 963 dokončno pregnal Arabce s Krete. Z osvojitvijo Krete so se končali arabski vdori v Egejsko morje in celinska Grčija je ponovno zaživela. Cesar je leta 965 ponovno osvojil tudi Ciper in dosegel višek svojih vojaških uspehov leta 969 z vključitvijo province Antiohije v Bizantinsko cesarstvo. Njegov naslednik Ivan Cimisk je osvojil Damask, Bejrut, Akkon, Sidon, Cezarejo in Tiberijo in mejo cesarstva pomaknil v neposredno bližino Jeruzalema, arabski centri moči v Iraku in Egiptu pa so ostali nedotaknjeni. Njegov naslednik Bazilij II. Bolgarokton se je po številnih pohodih na severu in prenehanju arabske grožnje Konstantinoplu leta 1025 usmeril proti bogati provinci Siciliji, vendar je še pred zaključkom odprave umrl. V tistem času se je cesarstvo raztezalo od Mesinskega kanala do Evfrata in od Donave do Sirije.

#### Vojne z Bolgari
Tradicionalni spori s Svetim sedežem v Rimu, ki jih je podžigalo vprašanje verske nadvlade nad novo pokristjanjeno državo Bolgarijo, so se nadaljevali skozi celo makedonsko obdobje. Osemdeset let trajajoč mir med Bizantinskim cesarstvom in Bolgarijo je prekinil močan bolgarski car Simeon I., ki je leta 894 napadel Bizantinsko cesarstvo. Njegov napad so Bizantinci odbili s svojim ladjevjem, ki je po Črnem morju odplulo na sever in jih s podporo Madžarov napadlo iz zaledja. Bizantinci so bili v bitki pri Bolgarofigonu leta 896 poraženi in so pristali na plačevanje letnih tributov.
Leon VI. Modri je leta 912 umrl. Sovražnosti so se kmalu po njegovi smrti nadaljevale in Simeon je na čelu velike vojske prišel pred Konstantinopel. Četudi je bilo mestno obzidje nepremagljivo, je zmedena mestna uprava povabila Simeona v mesto in mu podelila krono bolgarskega cesarja, mladi bizantinski cesar Konstantin VII. pa bi se moral poročiti z eno od njegovih hčera. Ko je Simeonove dinastične načrte preprečil upor v Konstantinoplu, je ponovno napadel Trakijo in osvojil Odrin. Bizantinsko cesarstvo se je sedaj soočalo z močno krščansko državo, ki je bila oddaljena samo nekaj dni hoda od prestolnice, in vojskovanjem na dveh frontah.
Velik vojni pohod pod poveljstvom generala Leona Fokasa in cesarja Romana I. Lekapena se je končal s še enim polomom, tokrat v bitki pri Aheloju leta 917. Naslednje leto so Bolgari neovirano opustošili severno Grčijo. Leta 923 so ponovno oplenili Odrin (Adrianopel) in naslednje leto oblegali Konstantinoplel. Leta 927 je Simeon nenadoma umrl in bolgarska moč se je sesula. Za Bolgarsko in Bizantinsko cesarstvo se je začelo dolgo obdobje miroljubnih odnosov, zato so se Bizantinci lahko ponovno posvetili muslimanom na svoji vzhodni meji. Leta 968 so s pomočjo ruskega kralja Svjatoslava I. Kijevskega preplavili Bolgare, tri leta kasneje pa je Ivan I. Cimisk premagal Kijevsko Rusijo in vzhodno Bolgarijo priključil k svojemu cesarstvu.
Bolgarski odpor je ponovno oživel med vladavino dinastije Kometopuli (vladala 976–1018), toda novi cesar Bazilij II. (vladal 976–1025) se je odločil, da bo njegov primarni cilj vojna proti Bolgarom. Njegov prvi pohod proti Bolgarom se je končal s ponižujočim porazom pri Trajanovih vratih. Naslednjih nekaj let se je ukvarjal predvsem z notranjimi upori v Mali Aziji, medtem pa so Bolgari širili svoje ozemlje na Balkan. Vojna se je vlekla že skoraj dvajset let. Bizantinski zmagi v bitkah pri Serheju (996) in Skopju (1004) sta odločilno oslabili bolgarsko vojsko. Bazilij je zatem z vsakoletnimi vojnimi pohodi sistematično uničeval bolgarske utrdbe. V bitki na Belasici leta 1014 je bila bolgarska vojska popolnoma uničena. Od vsakih 100 ujetnikov so jih Bizantinci 99 oslepili, stotemu pa so iztaknili samo eno oko, da jih je lahko odpeljal domov. Ko je car Samuil videl ostanke svoje razbite vojske, je zaradi šoka umrl. Leta 1018 so se vdale zadnje bolgarske utrdbe in Bolgarija je postala del bizantinskega imperija. Po zmagi se je obnovila meja na Donavi, s katere so se morali Bizantinci umakniti med vladavino cesarja Heraklija (vladal 610–641).

#### Odnosi s Kijevsko Rusijo
Od leta 850 do 1100 je imelo cesarstvo mešane odnose z novo državo Kijevsko Rusijo severno od Črnega morja. Odnosi bi lahko imeli dolgoročne posledice v zgodovini vzhodnih Slovanov, zato je Bizantinsko cesarstvo hitro postalo glavni trgovinski in kulturni partner Kijeva. Rusi so kljub temu že leta 860 prvič napadli Konstantinopel in oplenili okolico mesta. Leta 941 so se pojavili na azijski obali Bosporja. Tokrat so jih Bizantinci zdrobili, kar kaže na izboljšave v bizantinski vojski po letu 907, saj je pred tem vsiljivce odvračala samo spretna bizantinska diplomacija. Bazilij II. ni smel prezreti naraščajoče ruske moči lin je po zgledu na svoje predhodnike kot sredstvo za dosego političnih ciljev uporabil vero. Rusko-bizantinski odnosi so se otoplili po poroki Ane Porfirogenete, hčerke cesarja Romana II., in Vladimirja Velikega leta 988 in kasnejšem pokristjanjenju Rusov. Rusi so po pokristjanjenju v svoje kraljestvo povabili bizantinske duhovnike, arhitekte in umetnike, ki so po Rusiji gradili številne cerkve in katedrale in hkrati širili bizantinsko kulturo. Številni Rusi so po drugi strani služili v bizantinski vojski kot najemniki, predvsem v znameniti varjaški gardi.
Odnosi med državama tudi po pokristjanjenju niso bili vedno prijateljski. Najbolj resen konflikt med obema silama je bila vojna v Bolgariji leta 968–971, vendar so bili pogosti tudi plenilski pohodi na bizantinska mesta ob Črnem morju in celo Konstantinopel. Četudi so Bizantinci večino napadov odbili, so jim pogosto sledile mirovne pogodbe, ki so bile večinoma bolj ugodne za Ruse. Ena od njih je bila podpisana po vojni leta 1043, s katero so Rusi pokazali svoje ambicije, da tekmujejo z Bizantinci kot enakopravna sila.

#### Vrh
Ko je Baziij II. leta 1025 umrl, se je Bizantinsko cesarstvo raztezalo od Armenije na vzhodu do Kalabrije v južni Italiji na zahodu. Bazilij je k temu prispeval z osvojitvijo Bolgarije, priključitvijo delov Gruzije in Armenije ter ponovno osvojitvijo Krete, Cipra in pomembnega mesta Antiohije. Vse osvojitve niso bile taktične, ampak trajne.
Leon VI. je dosegel popolno kodifikacijo bizantinskega prava, napisano v grščini. To monumentalno delo v 60 zvezkih je postalo temelj vseh kasnejše bizantinske zakonodaje in se preučuje še danes. Leon je reformiral tudi državno upravo, ponovno začrtal meje vojaško-civilnih okrožij (themata) in uredil sistem državnih položajev in privilegijev ter obnašanja različnih trgovskih cehov v Konstantinoplu. Z reformami je močno zmanjšal prejšnjo razdrobljenost cesarstva in ustanovil en sam center moči – Konstantinopel. Z naraščajočo vojaško močjo se je močno obogatilo in okrepilo privilegirano deželno plemstvo, položaj kmetov pa se je spustil na raven tlačanov.
Konstantinopel se je pod makedonskimi vladarji razcvetel in postal največje in najbogatejše mesto v Evropi. V 9. in 10. stoletju je v njem živelo okoli 400.000 prebivalcev. V tem obdobju je imelo cesarstvo močno državno upravo s kompetentnimi uradniki, ki so nadzirali pobiranje davkov, upravo in zunanjo politiko. Makedonski cesarji so povečali bogastvo svojega imperija tudi s pospeševanjem trgovine z zahodno Evropo, predvsem s prodajo svile in kovinskih izdelkov.

#### Razkol med pravoslavjem in katolištvom
V makedonskem obdobju so se dogajale pomembne stvari tudi na verskem področju. S spreobrnitvijo Bolgarov, Srbov in Rusov v pravoslavje se je za vedno spremenila verska slika Evrope. Za pokristjanjenje Slovanov in uvedbo glagolice, predhodnice cirilice, imata veliko zaslug pravoslavna solunska brata Ciril in Metod.
Leta 1054 je kriza v odnosih med pravoslavjem in katolištvom dosegla višek, znan kot velika shizma. Čeprav so bile institucije obeh cerkva formalno ločene že pred tem datumom, so 16. julija 1054 v Hagijo Sofijo med sobotno popoldansko mašo vstopili trije papeževi odposlanci in na oltar položili papeževo bulo o izobčenju. Izobčenje je bilo v resnici samo kulminacija več sto let trajajočega postopnega ločevanja.

### Kriza in drobljenje cesarstva
Cesarstvo se je kmalu znašlo v obdobju težav, ki so bile v veliki meri posledica spodkopavanja tematskega sistema in zanemarjanja vojske. Sistem vojških okrožij, ki so ga vzpostavili Nikefor II., Ivan Cimisk in Bazilij II., je bizantinsko vojsko, sestavljeno iz domačega prebivalstva, spremenil v profesionalno mobilno vojsko, v kateri je bilo vedno več najemnikov. Najemniki so bili dragi, vojaške grožnje v 10. stoletju pa velike, kar je zahtevalo vzdrževanje velike armade, pomorske flote in dragih trdnjav. Bazilj II. je po smrti zapustil polno državno blagajno, ni pa uredil svojega nasledstva z imenovanjem socesarja. Nobeden od možnih neposrednih naslednikov ni imel skoraj nobenega vojaškega ali političnega talenta, zato je državna uprava vedno bolj prehajala v roke državnih uradnikov. Napori za oživitev gospodarstva so povzročili samo inflacijo in razvrednotenje zlatega denarja. Na vojsko se je začelo gledati kot na velik in nepotreben strošek in politično grožnjo. Vojaške enote domačinov so zato izplačali in jih zamenjali z najemniki s pogodbami za določene vojaške operacije. Primer tega so pomorske operacije, za katere so bili v veliki meri najeti Benečani, kar se je dolgoročno izkazalo za zelo škodljivo.
Cesarstvo se je v tem obdobju začelo soočati z novimi sovražniki. Province v južni Italiji so začeli ogrožati Normani, ki so prišli v Italijo na začetku 11. stoletja. V obdobju velike shizme so začeli počasi in vztrajno prodirati v bizantinsko Italijo. Leta 1060 je Robert Guiscard zavzel Reggio, glavno mesto tagme Kalabrije, kateri je leta 1068 sledil Otranto. Isto leto je oblegal Bari, glavno bizantinsko trdnjavo v Apuliji. Mesto je aprila 1071 padlo. Bizantinci so leta 1069 izgubili oblast tudi nad dalmatinskimi obalnimi mesti v korist hrvaškega kralja Petra Krešimirja IV. (vladal 1058–1074/1075).
Največja katastrofa se je zgodila v Mali Aziji, ko so Seldžuki iz Seldžuškega cesarstva v letih 1065 in 1067 prvič vdrli preko bizantinske meje v Armenijo. Njihov nepričakovan vdor je pripomogel k temu, da je vojaška aristokracija omogočila enemu od svojih pripadnikov, Romanu Diogenu, da je bil leta 1068 izvoljen za bizantinskega cesarja. Spomladi 1071 se je Roman odpravil na velik pohod proti Seldžukom in jih poskušal zvabiti v odločilno bitko. V bitki s sultanom Alp Arslanom pri Manzikertu je doživel nepričakovan poraz in bil ujet. Alp Arslan je z njim ravnal spoštljivo in Bizantincem ni vsilil ostrih mirovnih pogojev. V Konstantinoplu je kljub temu prišlo do državnega udara in ustoličenja Mihaela Dukasa, ki se je kmalu soočil z opozicijo Nikeforja Brienija in Nikeforja Botanijata. Seldžuki so do leta 1081 razširili svojo oblast na skoraj vso maloazijsko planoto od Armenije na vzhodu do Bitinije na zahodu. Za svojo prestolnico so izbrali Nikejo, ki stoji samo 90 km vzhodno od Konstantinopla.

### Komnenska dinastija in križarske vojne
V komnenskem obdobju od leta 1081 do 1185 se je zvrstilo pet cesarjev: Aleksej I., Ivan II., Manuel I., Aleksej II. in Andronik I., ki so vztrajno poskušali obnoviti vojaški, ozemeljski, gospodarski in politični položaj države, kar pa jim ni v celoti uspelo. Bizantinski cesarji so se kljub temu, da so Seldžuki zasedli skoraj celo Malo Azijo, v tem obdobju vojskovali predvsem z zahodnimi silami, zlasti z Normani v južni Italiji.
Cesarstvo je pod Komneni igralo ključno vlogo v zgodovini križarskih pohodov v Sveto deželo. K prvi vojni je veliko pripomogel prav Aleksej I. Kasnejše vojne med vladavinama Ivana I. in Manuela I. so imele izjemen kulturni in politični vpliv na Evropo, Bližnji vzhod in pokrajine ob vzhodnem Sredozemskem morju. Stiki med bizantinskim vzhodom in latinskim zahodom, vključno s križarskimi državami, so se v komnenskem obdobju zelo okrepili. V Konstantinoplu in drugod so se v velikem številu naselili trgovci iz Benetk in drugih italijanskih mest. Ocenjuje se, da se je samo v Konstantinopel, ki je imel od 300.000–400.000 prebivalcev, naselilo približno 60.000 Latincev. Trgovci in številni Manuelovi latinski vojaški najemniki so pripomogli k širjenju bizantinske tehnologije, umetnosti, književnosti in kulture na latinski zahod, cesarstvo pa je bilo hkrati cilj zahodnih idej in običajev. Komnensko obdobje je v tem pogledu pomenilo enega od vrhov v bizantinski zgodovini. Konstantinopel je po velikosti, bogastvu in kulturi ostal vodilno mesto krščanskega sveta. Krščanski svet se je začel ponovno zanimati za klasično grško filozofijo, hkrati pa je začelo naraščati število književnih del v takratni grščini. Bizantinska umetnost in književnost sta imeli v Evropi prevladujočo vlogo in izjemen in dolgotrajen vpliv.

#### Aleksej I. in prva križarska vojna
Po polomu pri Manzikertu se je cesarstvo po zaslugi Komnenov delno opomoglo. Postopni stabilizaciji je botrovala neenotnost Seldžuškega cesarstva, ki je postopoma razpadlo na manjše dinastične enote. Ena od teh je bila leta 1077 ustanovljen Sultanat Rum s prestolnico v Ikónionu, ki je obvladoval osrednjo Anatolijo in s tem večinoma mejil na Bizantinsko cesarstvo. Zato je Sultanat Rum sam po sebi še vedno predstavljal dovolj veliko grožnjo za cesarstvo. Seldžuki so svoj sultanat imenovali Rum, ker je nastal na ozemlju, ki so ga muslimanske vojske dolgo časa imele za rimsko oziroma bizantinsko. V severnovzhodni Anatoliji so se uveljavili Danišmendi, ki so bili sovražni ikonijskim Seldžukom, pa tudi do sosednjih Bizantincev v obalnem pasu od Sinopa do Trapezunta.
Prvi komnenski cesar je bil Izak I. (vladal 1057–1059), po katerem je prišla na oblast dinastija Dukas (vladala 1029–1081). Cesarstvo se je ponovno okrepilo šele pod Aleksejem I., ki je prišel na oblast leta 1081. Cesar se je od samega začetka soočal s silnim pritiskom Normanov Roberta Guiscarda in njegovega sina Bohemonda Tarantskega, ki sta osvojila Drač in Krf in oblegala Lariso v Tesaliji. Guiscardova smrt leta 1085 je začasno ustavila pritisk Italo-Normanov. Aleksej je medtem presenetil in v bitki pri Levuniju 28. aprila 1091 brez tuje pomoči porazil Pečenege.
Ko se je stanje na zahodu umirilo, se je Aleksej posvetil resnim gospodarskim težavam in razpadlemu obrambnemu sistemu. Za ponovno osvojitev ozemlja v Mali Aziji in pritisk na Seldžuke ni imel dovolj moči, zato so njegovi odposlanci na koncilu v Piacenzi leta 1095 poročali papežu Urbanu II. o trpljenju kristjanov na Vzhodu in poudarili, da bodo morali brez pomoči Zahoda še naprej prenašati muslimansko oblast.
Urban II. je v Aleksejevi prošnji videl dvojno priložnost: združenje zahodne Evrope in ponovno združitev vzhodne pravoslavne in zahodne katoliške cerkve pod njegovo oblastjo. Sklical je koncil v Clermontu in na njem pozval vse prisotne, naj vzamejo v roke orožje in se pod znakom križa odpravijo na oboroženo romanje za osvoboditev Jeruzalema izpod muslimanske oblasti. Odziv zahodne Evrope je bil ogromen.
Aleksej, ki je pričakoval pomoč v obliki vojaških najemnikov, je bil popolnoma nepripravljen na prihod ogromne nedisciplinirane vojske, ki je kmalu zatem prišla na njegovo ozemlje. Druga težava je bilo vodstvo pohoda, v katerem so bili od osmih članov kar štirje Normani, med njimi tudi Bohemond. Ker so morali križarji iti skozi Konstantinopel, je imel cesar nad njimi vsaj nekaj moči. Od vodij pohoda je zahteval prisego, da bodo Bizantinskemu cesarstvu prepustili vsa mesta in ozemlja, ki jih bodo osvojili na poti v Sveto deželo. V zameno jim je dal vodnike in vojaško spremstvo.
Aleksej bi lahko s pohodom pridobil več pomembnih mest in otokov in večino zahodne Male Azije, vendar so ga katoliški/latinski križarji obtožili, da jim ni prišel na pomoč pri obleganju Antiohije in razglasili prisego za nično. Aleksej je v resnici prihajal na pomoč, vendar se je vrnil, ko ga je Štefan Bloiški prepričal, da je vse izgubljeno in da je pohod propadel. Bohemond se je po osvojitvi mesta razglasil za kneza Antiohije in se takoj začel vojskovati proti Bizantinskemu cesarstvu. Vojno je prekinila Devolska pogodba, s katero se je leta 1108 obvezal, da postane Aleksejev vazal. Pogodba je pomenila konec normanske grožnje Bizantinskemu cesarstvu.

#### Ivan II., Manuel I. in druga križarska vojna
Aleksejev sin Ivan II. Komnen je nasledil bizantinski prestol leta 1118 in vladal do leta 1143. Bil je pobožen in predan cesar, ki se je odločil popraviti škodo, ki je nastala zaradi poraza pri Manzikertu pred petdesetimi leti. Vladal je izredno blago in pravično in bil izjemen primer moralnega vladarja v času, ko je bila krutost povsem običajna, zato so ga imenovali »bizantinski Mark Avrelij«.
Med petindvajsetletno vladavino je sklenil zavezništva s Svetim rimskim cesarstvom na zahodu in odločilno porazil Pečenege v bitki pri Beroji. V 1120. letih je odbijal napade Ogrov in Srbov in se leta 1130 povezal z nemškim cesarjem Lotarjem III. Supplinburškim proti Normanom kralja Rogerija II. Sicilskega. V kasnejših letih je svojo pozornost obrnil proti vzhodu in osebno vodil številne pohode proti Turkom v Mali Aziji. Njegovi pohodi so temeljito spremenili ravnotežje sil na vzhodu in prisilile Turke na obrambo. Osvobodil je več mest in trdnjav, porazil Danišmende iz Melitene, osvojil skoraj celo Kilikijo in prisilil antioškega kneza Rajmonda Poitierskega, da je priznal bizantinsko suverenost. Da bi pokazal svojo vlogo vodje krščanskega sveta, je na čelu združene vojske Bizantinskega cesarstva in križarskih držav vkorakal v Sveto deželo. Njegov pohod je kljub veliki gorečnosti zaradi izdaje križarskih zaveznikov propadel. Leta 1142 se je vrnil, da bi pritisnil na Antiohijo, vendar je zaradi posledic nesreče na lovu spomladi 1143 umrl. Rajmond se je po njegovi smrti ojunačil in napadel Kilikijo, vendar je bil poražen in prisiljen oditi v Konstantinopel moledovat za milost novega cesarja.
Ivan je za naslednika izbral svojega četrtega sina Manuela I. Komnena, ki se je agresivno vojskoval tako z vzhodnimi kot zahodnimi sosedi. V Palestini se je povezal s križarskim Jeruzalemskim kraljestvom in poslal na vzhod veliko vojno ladjevje za skupen napad na fatimidski Egipt. Manuel je s pogodbo s problematičnim antioškim knezom Rejnaldom Chatillonskim in jeruzalemskim kraljem Amalrikom utrdil svoj položaj fevdalnega gospoda Kneževine Antiohije in Jeruzalemskega kraljestva. V poskusu ponovne vzpostavitve bizantinske oblasti nad pristanišči v južni Italiji je leta 1155 poslal v Italijo močno vojaško odpravo, ki je zaradi sporov v koaliciji propadla. Manuelova vojska je leta 1167 uspešno napadla južno Ogrsko kraljestvo in v bitki pri Sirmiju porazila Madžare. Do leta 1168 je bila v Manuelovih rokah skoraj cela vzhodna jadranska obala. Cesar je sklenil tudi več zavezništev s papežem in zahodnimi krščanskimi kraljestvi in uspešno vodil prehod druge križarske vojske skozi njegovo cesarstvo, ki pa so jo popolnoma uničili Seldžuki. 
Na vzhodu je leta 1176 doživel velik poraz v bitki s Turki pri Miriokefalonu. Po porazu se je hitro opomogel in naslednje leto porazil Turke. Bizantinskemu poveljniku Ivanu Vatacu, ki je uničil turške napadalce v bitki pri Hielionu in Limohirju, je poleg vojske, ki jo je povedel iz Konstinopla, uspelo zbirati vojake tudi na poti na bojišče, kar pomeni, da je obrambni program za zahodno Malo Azijo še vedno deloval.

#### Renesansa 12. stoletja
Ivan in Manuel sta izvajala aktivno vojaško politiko in namenila velika sredstva za obrambo države. Njuna in Aleksejeva politika je kljub porazu v bitki pri Miriokefalonu prinesla cesarstvu obsežna osvojena ozemlja in okrepila stabilnost meja v Mali Aziji in Evropi. Približno od leta 1081 do 1180 je komnenska armada zagotavljala takšno varnost cesarstva, da je omogočila razcvet bizantinske kulture.
Bizantinsko cesarstvo je bilo pod Komneni bolj uspešno kot kdaj koli po perzijski invaziji v 7. stoletju. Število prebivalcev je začelo naraščati, zato so se začela obdelovati tudi obsežna, do takrat neobdelana kmetijska zemljišča. Arheološke najdbe v Evropi in Mali Aziji dokazujejo znatno povečanje urbanih naselij in gradnjo novih. Cvetelo je tudi trgovanje, predvsem z Benečani in Genovežani. Konstantinopel in egejska pristanišča so postala središča za trgovanje in pretovarjanje blaga iz Levanta in Egipta v Evropo in obratno
V umetnosti so ponovno oživeli mozaik in regionalne šole arhitekture, ki so pod tujimi kulturnimi vplivi razvile različne sloge. V 12. stoletju so Bizantinci razvili svoj model zgodnjega humanizma in se začeli ponovno zanimati za klasične avtorje. Bizantinski humanizem je bil najbolj izražen pri Evstahiju Solunskemu. V filozofiji se je obudilo preučevanje klasičnih flozofov, ki je v 7. stoletju zamrlo. Za to področje je značilno znatno povečanje objavljenih komentarjev klasičnih del. V komnenskem obdobju se je začel tudi prvi prenos klasičnega grškega znanja na zahod.

### Upadanje in razpad

#### Angelska dinastija
Manuela je po smrti 24. septembra 1180 na prestolu nasledil njegov enajstletni sin Aleksej II. Komnen. Aleksej je bil za ta položaj popolnoma neprimeren, zato je v njegovem imenu kot regentka vladala mati Marija Antioška, ki je bila zaradi frankovskega porekla dokaj nepriljubljena. Andronik I., vnuk Alekseja I. Komnena, je zato proti njima organiziral upor in ju v nasilnem državnem udaru odstavil. Izkoristil je svoj lep videz in silne simpatije v armadi, avgusta 1182 vkorakal v Konstantinopel in sprožil krvav pokol Latincev. Po odstranitvi vseh tekmecev se je septembra 1183 okronal za socesarja, odstranil Alekseja II. in vzel njegovo dvanajst let staro ženo Nežo Francosko za svojo.
Andronikov začetek vladanja je bil obetaven. Odločil se je, da bo izkoreninil korupcijo, zato je ukinil prodajo državnih služb. Izbiranje novih kandidatov je temeljilo na zaslugah in ne na protekciji. Uradniki so bili primerno plačani, s čimer se je zmanjšala možnost njihovega podkupovanja. Njegovi ukrepi so imeli znaten in takojšen učinek tudi v provincah. Aristokrati so bili razkačeni, stanje pa je še poslabšala njegova vedno večja duševna neuravnovešenost. Usmrtitve in nasilje sta postala nekaj vsakdanjega, kot da bi hotel iztrebiti vso aristokracijo. Njegovo vladanje in ohranjanje oblasti za vsako ceno se je spremenilo v vladavino nasilja.
Andronik se kljub vojaškim izkušnjam ni mogel vzporejati z Izakom Angelom, Bélo III. Ogrskim (vladal 1172–1196), ki je v svoje kraljestvo vključil hrvaška ozemlja, in Štefanom Nemanjičem (vladal 1166–1196), ki je razglasil neodvisnost od Bizantinskega cesarstva. Velike težave mu je povzročal Viljem II. Sicilski (vladal 1166–1189), ki je s 300 ladjami in 80.000 možmi napadel cesarstvo leta 1185. Andronik je mobiliziral majhno ladjevje sto ladij in branil prestolnico, do podeželja pa je bil povsem brezbrižen. Izak Angel ga je zato po preživelem poskusu umora s pomočjo prebivalstva odstavil in ga prepustil mučnemu javnemu linču.
Med vladavino Izaka II., še bolj pa med vladavino njegovega brata Alekseja III., so se povsem sesuli še zadnji ostanki centralizirane državne uprave in obrambe. Normane so sicer pregnali iz Grčije nazaj v Drač, vendar so se leta 1186 začeli upirati Vlahi in Bolgari, ki so nazadnje ustanovili Drugo bolgarsko cesarstvo. 
Za notranjo politiko Angelov je bilo značilno zapravljanje državnega denarja in zgrešeno vodenje davčne politike. Avtoriteta centralne oblasti je izredno oslabela, kar je spodbudilo drobljenje cesarstva. Nekaj Komnenovih naslednikov je že pred letom 1204 ob vzhodnem Črnem morju ustanovilo svoje delno neodvisno Trapezundsko cesarstvo. Zgodovinar Aleksander Vasiljev trdi, da je »Angelska dinastija pospešila rušenje navzven oslabljenega in navznoter sprtega cesarstva«.

#### Četrta križarska vojna
Leta 1198 je papež Inocenc III. preko svojih legatov in okrožnic pozval vernike na novo križarsko vojno. Njen cilj naj bi bil zasedba Egipta, središča muslimanske moči v Levantu. 
Križarska vojska, ki se je zbrala leta 1202 v Benetkah, je bila manjša od pričakovane, zato ni imela dovolj sredstev za plačilo beneških ladij za prevoz v Egipt. Beneška politika pod starim in slepim, a še vedno ambicioznim dožem Enricom Dandolom, se je razhajala od politike papeža in križarjev, ker so imele Benetke tesne trgovske stike z Egiptom. Dož je križarjem ponudil, da namesto plačila pomagajo Benetkam osvojiti krščanski Zadar, ki je bil sicer beneški vazal, vendar se je uprl in leta 1186 sprejel zaščito madžarskega kralja. Križarji so njegovo ponudbo neradi sprejeli in Zadar se je leta 1202 po kratkem obleganju vdal. Papež Inocenc je vedel za beneški načrt in ga prepovedal, vendar se ni upal tvegati propada križarskega pohoda, in je dal križarjem pogojno odvezo, Benečanom pa ne.
Po smrti grofa Teobalda III. Šampanjskega novembra 1202 je poveljstvo križarske vojske prevzel Bonifacij I. Montferraški, prijatelj Hohenštaufna Filipa Švabskega. Oba sta bila poročena v bizantinsko cesarsko družino. Filipov svak Aleksej Angel, sin odstavljenega in oslepljenega cesarja Izaka II. Angela, se je že pred četrtim križarskim pohodom pojavil v Evropi in iskal pomoč za vzpon na prestol. Navezal je stike s križarji in jim za pomoč ponudil združitev pravoslavne cerkve z latinsko cerkvijo oziroma Rimom, plačilo 200.000 srebrnih mark in popolno oskrbo na poti do Egipta. Križarji so tudi njegovo ponudbo sprejeli. Papež Inocenc se je zavedal, da se bo križarski pohod morda preusmeril iz Egipta v Konstantinopel, zato je prepovedal napad na mesto. Njegovo pismo s prepovedjo je prišlo v Zadar prepozno, ko je križarsko ladjevje že odplulo na vzhod.

#### Opustošenje Konstantinopla (1204)
Križarji so pripluli pred Konstantinopel poleti 1203 in takoj napadli, zanetili velik požar, ki je uničil velik del mesta, in za nekaj časa prevzeli oblast. Cesar Aleksej III. je pobegnil iz mesta in Aleksej Angel je kot Aleksej IV. skupaj s slepim očetom Izakom zasedel bizantinski prestol. Aleksej in Izak nista bila zmožna niti izpolniti svojih obljub križarjem niti obraniti mesta pred križarji. V mestu je izbruhnil upor, v katerem so oba cesarja odstavili, oblast in obrambo pa je prevzel Aleksej V. Dukas. Alekseja IV. so v ječi zadavili, oče Izak II. pa je kmalu za tem umrl. 
Križarji so nato po teden dni trajajočem obleganju 13. aprila 1204 ponovno zasedli mesto in začeli roparski pokol, ki je trajal tri dni. Zelo veliko ukradenih dragocenih ikon, relikvij in drugih predmetov se je kasneje pojavilo v Evropi, še posebej v Benetkah. Po pričanju Niketasa Honiatesa so skrunili celo patriarhov prestol, tako da so nanj posedli prostitutko. Ko je papež izvedel za početje svojih križarjev, jih je ukoril. Stanje mu je vsekakor ušlo iz rok, zlasti potem, ko je njegov legat na lastno pobudo križarje odvezal prisege, da bodo nadaljevali pot v Sveto deželo. Ko se je v mestu ponovno vzpostavil red, so križarji in Benečani nadaljevali z izpolnjevanjem medsebojne pogodbe. Balduin Flandrijski je bil izvoljen za cesarja novega Latinskega cesarstva, Benečan Tomaž Morosini pa za novega konstantinopelskega patriarha. Večino ozemlja cesarstva so razdelili med voditelje pohoda, čeprav se je upor proti njim nadaljeval, predvsem v Nikeji, Trabpezundu in Epirju. Benečani se kot spretni trgovci niso potegovali za osvojeno ozemlje, ampak so si prilastili samo ključne dele Konstantinopla in cesarstva. Beneški dož je dobil naslov »gospodar četrtine in pol četrtine Rimskega imperija«.

### Propad

#### Cesarstvo v izgnanstvu
Po opustošenju Konstantinopla leta 1204 sta bili ustanovljeni dve nasledstveni državi Bizantinskega cesarstva: Nikejsko cesarstvo in Epirski despotat. Tretjo državo, Trapezundsko cesarstvo, je nekaj tednov pred opustošenjem ustanovil Aleksej I. Veliki Komnen. Največ možnosti za ponovno osvojitev Konstantinopla sta imela Nikeja in Epir. Nikejsko cesarstvo se je naslednjih nekaj desetletij borilo za lastno preživetje in je v vojnah s Seldžuki do sredine 13. stoletja izgubilo večino južne Male Azije. Oslabitev Rumskega sultanata po invaziji Mongolov leta 1242–1243 je omogočila številnim begom in gazijem ustanovitev lastnih kneževin v Mali Aziji.Eden od njih, Osman I., je ustanovil emirat, iz katerega se je razvilo Osmansko cesarstvo, ki je kakšnih dvesto let kasneje dokončno osvojilo Konstantinopel. Invazija Mongolov je dala nekaj predaha tudi Nikeji in ji omogočila soočenje z Latinskim cesarstvom na severu, ki se je od uspešnega začetka v naslednjih desetletjih vztrajno krčilo na račun močnejših sosed: Nikeje, Epira in Bolgarije.

#### Ponovna osvojitev Konstantinopla
Nikejskemu cesarstvu, ki ga je ustanovila Larsakidska dinastija, je leta 1261 uspelo osvojiti Konstantinopel in poraziti Epir. To je privedlo do kratkotrajne oživitve cesarstva pod Mihaelom VIII. Paleologom, vendar je bilo opustošeno in zato slabo opremljeno za spopadanje s sovražniki, ki so ga obkrožali. Za vojno z Latinci je Mihael uporabil vojsko iz Male Azije in z visokimi davki ohromil kmečko prebivalstvo, kar je povzročilo veliko nezadovoljstvo. Z ogromnimi gradbenimi projekti v Konstantinoplu je poskušal popraviti škodo, ki jo je povzročila četrta križarska vojna, z nobenim ukrepom pa ni zavaroval kmetov v Mali Aziji pred pohodi muslimanskih gazijev. Namesto da bi obdržal samo ozemlje v Mali Aziji, se je Mihael odločil za širjenje cesarstva, kar je prineslo samo kratkotrajen uspeh. Da bi se izognil še enemu latinskemu plenjenju Konstantinopla, je vpregel diplomacijo in prisilil pravoslavno cerkev, da se je podredila Rimu. Tudi ta odločitev je bila kratkotrajna in je sprožila splošno sovraštvo kmečkega prebivalstva do Mihaela in Konstantinopla. Napori njegovega sina in naslednika Andronika II. in kasneje njegovega vnuka Andronika III. so bili zadnji poskusi obnovitve nekdanje slave Bizantinskega cesarstva. Vojaški najemniki so Androniku II. pogosto povzročali težave, zlasti najemniška Katalonska združba, ki naj bi jo uporabil proti Turkom, več škode pa je povzročila na podeželju, ki ga je opustošila.

#### Vzpon Osmanov in padec Konstantinopla
Stanje v cesarstvu se je še poslabšalo med državljanskimi vojnami po smrti Andronika III. Šestletna državljanska vojna je uničila cesarstvo in omogočila srbskemu vladarju Stefanu Dušanu (vladal 1331–1346) ustanovitev kratko živečega Srbskega cesarstva na večjem delu ostankov ozemlja Bizantinskega cesarstva. Leta 1354 je potres porušil trdnjavo na Galipoliju in omogočil Osmanom, da s pomočjo vojakov, ki jih je med državljansko vojno najel Ivan VI. Kantakuzen, prodrejo na evropsko celino. Osmani so do konca bizantinskih državljanskih vojn porazili Srbe in jih prisilili v vazalni odnos. Sledila je bitka na Kosovskem polju leta 1389, po kateri so Osmani zasedli večino Balkana.
Bizantinski cesarji so prosili Zahod za pomoč, toda papež je kakršno koli pomoč pogojeval z združitvijo Vzhodne pravoslavne cerkve z Rimom. Združitev cerkva je bila začasno uradno izvršena s cesarskim dekretom, pravoslavno prebivalstvo in kler pa se je nadoblasti Rima in latinskemu obredju močno upiralo. Obrambo Konstantinopla je sicer okrepilo nekaj oddelkov zahodnih vojakov, večina zahodnih vladarjev pa se je ukvarjala z lastnimi problemi in ni storila ničesar v obrambo Bizantinskega cesarstva, ki so ga po koščkih osvajali Osmani.
Konstantinopel je bil razdejan in razseljen. Od njega je ostala samo gruča vasi, ločenih s polji. 2. aprila 1453 je vojska sultana Mehmeda II. s približno 80.000 možmi in velikim številom nerednih vojakov začela oblegati mesto, katerega je branilo samo 7.000 mož, med njimi 2.000 tujcev. Mesto je po dveh mesecih obleganja 29. maja 1453 padlo. Zadnji bizantinske cesar, Konstantin XI. Paleolog, je potem, ko je obzidja padlo, odložil svoje regalije in se tudi sam bojeval z napadalci.

### Politične posledice
Po padcu Konstantinopla je od cesarstva ostal samo Morejski despotat na Peloponezu, v katerem sta vladala Tomaž in Dimitrij Paleolog, brata zadnjega bizantinskega cesarja. Despotat je ostal neodvisen zaradi plačevanja letnega davka Osmanskemu cesarstvu. Nekompetentno vladanje, neredno plačevanje davka in upor proti Osmanom je sprožil napad Mehmeda II. maja 1460. Osmane je pozval Dimitrij, ki je želel pregnati Tomaža in zavladati kot edini vladar. Tomaž je pobegnil in Osmani so do poletja osvojili skoraj celo državo. Dimitrijev načrt, da bo po vojni sam prevzel oblast, se ni izšel, ker so Osmani Peloponez priključili k svojemu cesarstvu.
Po padcu Peloponeza je ostalo svobodnih samo še nekaj ozemelj, med njimi otok Monemvazija, na katerem je nekaj časa vladal aragonski korzár. Ko so ga prebivalci pregnali, je malo pred koncem leta 1460 s Tomaževim soglasjem poiskal papeževo zaščito. Polotok Mani na skrajnem jugu Peloponeza se je upiral do razpada koalicije lokalnih klanov, potem pa prišel pod oblast Benečanov, vendar je zaradi njihove oddaljenosti in težke dostopnosti polotoka vseskozi ostal piratsko gnezdo in trn v peti Osmanov. Čisto zadnje svobodno ozemlje je bil grad Salmeniko z okolico na severozahodu Peloponeza, ki ga je branil Graicas Paleolog. Ko se je grad julija 1461 vdal, se je Paleologu z grajsko posadko in nekaj meščani uspelo prebiti do beneškega ozemlja.
Trapezundsko cesarstvo, ki se je od Bizantinskega cesarstva odcepilo nekaj tednov pred padcem Konstantinopla, je ostalo de facto zadnja nasledstvena država Bizantinskega cesarstva. Napori cesarja Davida, da bi spodbudil evropske sile za križarsko vojno proti Osmanskemu cesarstvu, so sprožili vojno z Osmani poleti 1461. Po mesec dni dolgem obleganju se je prestolnica 14. avgusta 1461 vdala. Trapezundska Teodorova kneževina na Krimu se je obdržala še štirinajst let in leta 1475 kot zadnja padla pod osmansko oblast. 
Nasledstvo naslova bizantinskega cesarja je zahteval Andrej Paleolog, nečak zadnjega cesarja Konstantina XI., ki je do leta 1460 živel v Moreji, potem pa je pobegnil v Rim in do smrti živel pod zaščito Papeških držav. Ker naslov bizantinskega cesarja tehnično nikoli ni bil deden, Andrejeva zahteva ni bila v skladu z bizantinsko zakonodajo. Zahodne države so kljub temu, da je Bizantinsko cesarstvo ugasnilo, na splošno sledile dednim načelom, ki jih je zagovarjala rimskokatoliška cerkev. Andrej se je zato naslavljal s Imperator Constantinopolitanus (konstantinopelski cesar) in prodal dedne pravice tako Karlu VIII. Francoskemu kot katoliškima monarhoma (Izabela I. Kastiljska in Ferdinand II. Aragonski). Po Andrejevi smrti naslova konstantinopelskega cesarja ni uporabljal noben vladar.
Konstantin XI. je umrl brez zakonitih naslednikov. Če Konstantinopel ne bi padel, bi bizantinski prestol nasledili sinovi njegovega odstavljenega starejšega brata, ki so po padcu mesta dobili službe na dvoru Mehmeda II.. Najstarejši sin, ki je prestopil v islam in se preimenoval v Has Murata, je postal Mehmedov izbranec in služil kot beglerbeg (glavni guverner) Balkana. Mlajši sin se je primenoval v Mesih Pašo in postal admiral osmanske vojne mornarice in sandžakbeg (guverner) province Galipoli. Nazadnje je dvakrat služil kot veliki vezir Mehmedovega sina Bajazida II..
Mehmed II. in njegovi nasledniki so se imeli za naslednike Rimskega cesarstva do ukinitve Osmanskega cesarstva na začetku 20. stoletja. Trdili so, da je cesarstvo samo spremenilo vero, tako kot med vladavino Konstantina I. Velikega. Prebivalce osvojenega Bizantinskega cesarstva, se pravi pravoslavne kristjane, so še naprej imeli za Rimljane (Rûm). Za naslednike cesarjev Vzhodnega rimskega cesarstva so se imeli tudi vladarji Donavskih kneževin, ki so gostile pravoslavne ubežnike iz Osmanskega cesarstva, med njimi tudi nekaj bizantinskih plemičev.
Vlogo cesarja kot pokrovitelja pravoslavne cerkve je prevzel moskovski veliki knez Ivan III. Vasiljevič. Poročil se je z Andrejevo sestro Sofijo Paleologino, katere vnuk je postal prvi ruski car Ivan IV. Vasiljevič Grozni. Vsi Ivanovi nasledniki so podpirali idejo, da je Moskva pravi naslednik Rima in Konstantinopla. Ideja, da je Rusko cesarstvo Tretje rimsko cesarstvo, je živela do propada Ruskega cesarstva v oktobrski revoluciji leta 1917.

## Gospodarstvo
Bizantinsko gospodarstvo je bilo več stoletij med najbolj naprednimi gospodarstvi v Evropi in na Sredozemlju. Zlasti Evropa se je lahko primerjala z njim šele v poznem srednjem veku. Konstantinopel je bil glavno križišče trgovskih poti, ki so bile v različnih obdobjih razpredene po skoraj celi Evropi, Aziji in severni Afriki. Najpomembnejša je bila tako imenovana svilna cesta med Daljnjim vzhodom in Evropo. Cvetoče bizantinsko gospodarstvo se je razlikovalo od gospodarstev propadajočega Zahoda zlasti do prve polovice 6. stoletja.
Po Justinijanovi kugi (541–542) in arabskih osvajanjih se je stanje obrnilo v obdobje stagnacije in upadanja gospodarstva. Izavrijske reforme, ponovno naseljevanje med vladavino Konstantina V., javna dela in davčna reforma so označili začetek oživljanja, ki je kljub temu, da se je ozemlje cesarstva krčilo, trajalo do leta 1204. Od 10. do konca 12. stoletja je kazalo cesarstvo videz razkošne države in popotniki so se čudili bogastvu, nakopičenem v njegovi prestolnici.
V zameno za pomoč v dragih vojnah in dinastičnih spletkah so bizantinski cesarji od 11. stoletja naprej podeljevali trgovske privilegije Benečanom, kasneje pa še njihovim rivalom Genovčanom in Pisancem, kar se je izkazalo za dolgoročno usodno, saj so do četrte križarske vojne izgubili ekonomsko samozadostnost. Četrta križarska vojna je povzročila razkroj bizantinske proizvodnje in začetek trgovinske dominacije zahodne Evrope na vzhodnem Sredozemlju, kar je za Bizantinsko cesarstvo pomenilo gospodarsko katastrofo. Paleologi so poskušali oživiti gospodarstvo, vendar pozno cesarstvo ni moglo doseči popolnega nadzora niti nad tujimi niti nad domačimi gospodarskimi dejavniki. Postopoma je izgubilo vpliv tudi nad načini trgovanja in mehanizmi cen, odtekanjem dragih kovin in, po mnenju nekaterih poznavalcev, tudi nad kovnicami denarja.
Eden od gospodarskih temeljev je bila trgovina, podprta z obmorsko lego cesarstva. Najpomembnejše izvozno blago so bile tkanine. Svilo so izvažali predvsem v Egipt, verjetno tudi v Bolgarijo in na zahod. Država je dosledno nadzirala notranjo in zunanjo trgovino ter imela monopol nad emisijami denarja. Denarni sistem je bil trden in elastičen ter se je prilagajal potrebam trgovine.
Vlada je poskušala nadzirati tudi obrestne mere za posojila in predpisovati merila za dejavnosti cehov in združenj, v katerih je imela svoje interese. Cesar in državna uprava so v obdobjih krize s svojimi posegi zagotavljali oskrbo prestolnice in zniževali ceno žita. Vlada je z obdavčenjem pogosto zbirala del tržnih viškov in jih na primer v obliki plač državnih uradnikov ali investicij v javna dela ponovno pošiljala v obtok.

## Znanost, medicina in zakonodaja
Spisi klasičnih antičnih avtorjev v Bizantinskem cesarstvu niso nikoli utonili v pozabo. Bizantinska znanost je bila v vseh obdobjih tesno povezana z antično filozofijo in metafiziko. Izidor Miletski, grški matematik, arhitekt in graditelj Hagije Sofije, je okoli leta 530 prvi zbral Arhimedova dela. Zbirka se je ohranila preko šole za matematiko in inženirstvo, ki jo je v obdobju bizantinske renesanse okoli leta 850 ustanovil Leon Geometer. Bizantinska specialnost je bila geometrija in njena raba, predvsem v arhitekturi in načrtovanju vojaških naprav.
Učenóst je v mračnem obdobju po arabskih osvajanjih nekoliko zastala, med bizantinsko renesanso konec prvega tisočletja pa so bizantinski učenjaki postali izvedenci za arabske in perzijske znanstvene dosežke, zlasti za astronomijo in matematiko. Bizantinci so dosegli tudi več lastnih tehnoloških dosežkov, predvsem v arhitekturi, kot so na primer gradnje kupol, in vojaški tehnologiji, na primer grški ogenj. Poleg tega, da so ohranili veliko večino antičnega znanja s področja znanosti in geometrije, so od 6. stoletja njihovi učenjaki prispevali tudi svoj izvirni delež k razvoju novih teorij in širjenju del klasičnih avtorjev.
V zadnjem stoletju obstoja cesarstva so bili bizantinski slovničarji tisti, ki so osebno ali s svojimi pisnimi deli prenesli antične grške slovnične in književne študije v zgodnjo renesančno Italijo. V tem obdobju so astronomijo in matematiko poučevali predvsem v Trapezundu, medicina pa je zanimala skoraj vse učenjake. Bizantinska medicinska znanost je vplivala tako na arabsko medicino kot tudi na preporod znanosti na Zahodu v času renesanse. Medicinski priročnik v sedmih knjigah (starogrško Επιτομές ιατρικές βιβλίο χεπτα [Epitomes iatrikes biblio hepta]) grškega zdravnika Pavla iz Ajgine, napisan v 7. stoletju, je bil v takratnem času pomemben del medicinske literature in je zaradi kirurških ter ginekoloških spisov neposredno vplival na pomembne arabske zdravnike, kot so al-Razi, al-Majusi, al-Zahrawi in Ibn Sina. V Bizantinskem cesarstvu so se pojavile tudi prve bolnišnice na svetu: prvo bolnišnico je ustanovil Bazilij Veliki v 4. stoletju blizu Cezareje. V sledečih stoletjih so se bolnišnice pojavile tudi v Konstantinoplu ter drugih večjih mestih, kot so Antiohija, Aleksandrija, Nikeja in Tesaloniki. Ustanovitve bolnišnic so podpirali tako cesarji kot tudi plemstvo in škofje pravoslavne cerkve, pri tem pa je bil osrednji motiv krščanska pomoč ubogim, lačnim in bolnim. V nasprotju z začetnimi človekoljubnimi (filantropskimi) ustanovami, ki so skrbele predvsem za revne ljudi, brezdomce in tuje prebežnike ter niso imeli prave organizacije dela, so se poznejše ustanove po 7. stoletje razvile v prave bolnišnice, saj so imele oddelke za različne skupine bolezni, organizirano delo, stalno zaposleno osebje z jasno hierarhijo, bolniki so pripadali različnim družbenim slojem, končni cilj obravnave bolnika pa ni bilo samo lajšanje trpljenja, pač pa tudi ozdravitev, če je le bila možna.
Na zakonodajnem področju je imel Justinijan I. nedvomno ogromno prispeval k razvoju pravoznanstva v cesarstvu, Ekloga Leona III. pa je imela velik vpliv na razvoj pravnih institucij v slovanskem svetu. V 10. stoletju je Leonu VI. Modremu uspelo zbrati in v grškem jeziku zapisati vse bizantinske zakone, ki so postali osnova za vse kasnejše bizantinske zakonike in so še danes predmet visokošolskega študija.

## Vera
Bizantinsko cesarstvo je bilo teokratska država, v kateri je v imenu Boga vladal cesar. Jennifer Fretland Van Voorst pravi, da je »Bizantinsko cesarstvo postalo teokracija v tem smislu, da so krščanske vrednote in ideje postale temelj cesarskih političnih idealov in so se tesno prepletale z njegovimi političnimi cilji«. Steven Runciman o tem pravi: 
»Osnovni principi Bizantinskega cesarstva so temeljili na prepričanju, da je zemeljska kopija nebeškega kraljestva. Ravno tako, kot na nebu vlada bog, vlada na zemlji cesar in izvaja božje zapovedi. Na cesarstvo se je gledalo kot na univerzalno. Idealno cesarstvo bi obsegalo ves svet in vse prebivalce, ki bi v idealnem primeru pripadali eni sami pravi, se pravi pravoslavni cerkvi. Tako kot je človek ustvarjen po božji podobi, tako je človeško kraljestvo ustvarjeno po podobi nebeškega kraljestva.«
Preživetje cesarstva je zahtevalo aktivno vlogo cesarja v cerkvenih zadevah. Bizantinska država je iz poganskih časov podedovala upravne in finančne postopke za vodenje verskih zadev, ki so se uporabili tudi za krščansko cerkev. Bizantinci so po vzorcu Evzebija Cezarejskega na svojega cesarja gledali kot na Kristusovega predstavnika ali njegovega glasnika, odgovornega predvsem za širjenje krščanstva med pogane in druge dejavnosti, med katere sta spadala predvsem upravljanje in financiranje. Cyril Mango poudarja, da je bizantinsko politično razmišljanje mogoče strniti v moto »En bog, eno cesarstvo, ena vera«.
Vloga cesarja v cerkvenih zadevah se nikoli ni razvila v nespremenljiv, zakonsko določen sistem. Zaradi upadanja moči Rima in naraščanja nesoglasij med vzhodnimi patriarhati, je bil od 6. do 11. stoletja konstantinopelski patriarhat najbogatejše in najvplivnejše krščansko versko središče. Cerkev je obdržala pomemben vpliv tudi izven cesarstva še potem, ko je od cesarstva ostala le še senca nekdanje moči. Jurij Ostrogorski poudarja, da je konstantinopelski patriarhat ostal središče moči s podrejenimi metropolitskimi in škofovskimi sedeži na ozemlju Male Azije in Balkana, ki ga je Bizantinsko cesarstvo izgubilo, pa tudi na Kavkazu, Rusiji in Litvi. Cerkev je ostala najbolj stabilen element Bizantinskega cesarstva.
Uradna državna krščanska doktrina je bila začrtana na prvih sedmih cerkvenih zborih. Cesarjeva dolžnost je bila, da to doktrino vsili svojim podložnikom. Cesarski odlok 388, ki je bil kasneje vključen v Justinijanov zakonik (Codex Justinianus), je veleval prebivalcem, da »prevzamejo ime katoliški kristjani«. Vse tiste »nore in nespametne osebe«, ki se niso podredile odloku, so razglasili za »zagovornike heretičnih dogm«.
Pravoslavna cerkev, ki je kasneje postala znana kot Vzhodna pravoslavna cerkev ali vzhodno krščanstvo, kljub cesarskim dekretom in strogim stališčem nikoli ni predstavljala vseh kristjanov v cesarstvu. Mango je celo prepričan, da je v zgodnjih fazah cesarstva med »nore in nespametnih osebe«, ki so jih imeli za »heretike«, spadala večina prebivalstva. Poleg poganov, ki so obstajali do konca 6. stoletja, je bil v državi tudi mnogo Judov in pripadnikov drugih krščanskih doktrin, na primer nestorijancev, monofizitov, arijanov in pavličanov, katerih nauki so bili v nasprotju z uradno teološko doktrino, določeno na cerkvenih zborih.
Naslednjo delitev med kristjani je povzročil ukaz cesarja Leona III., da se po vsem cesarstvu uničijo ikone. Ukaz je povzročil resno versko krizo, ki se je končala šele sredi 9. stoletja. V tem obdobju se je na Balkanu pojavil nov val poganov, predvsem Slovanov. Prišleki so se postopoma pokristjanili, zato je bila v kasnejših obdobjih cesarstva večina prebivalstva pravoslavna.
Judje so bili skozi celo zgodovino cesarstva pomembna manjšina, ki je bila po rimski zakonodaji priznana kot samostojna verska skupina. V zgodnjem bizantinskem obdobju so bili do Judov večinoma strpni, kasneje pa so se pojavljala obdobja napetosti in preganjanj. Po arabskih osvajanjih je večina Judov ostala izven cesarstva. Tisti, ki so ostali v cesarstvu, so od 10. stoletja dalje živeli relativno mirno.
Gruzijski samostani so se prvič pojavili v drugi polovici 9. stoletja, najprej v Konstantinoplu in na Olimpu v severozahodni Mali Aziji. Kasneje so v cesarstvu igrali vedno bolj pomembno vlogo.

## Umetnost in književnost
Ohranjena bizantinska umetnost ima predvsem versko vsebino. Izjeme so nekatera obdobja, ko je bila zelo konvencionalna. Zgledovala se je po tradicionalnih modelih, katere je v umetniškem smislu skrbno nadzorovala cerkvena teologija. Glavni mediji so bile freske, iluminirani rokopisi, ikone, v začetih obdobjih tudi mozaiki. Skulpture so bile redke, razen majhnih, iz slonovine izrezljanih podob. Bizantinska umetnost je bila zelo prestižna in zelo iskana. V zahodni Evropi je imela stalen vpliv na srednjeveško umetnost skoraj do konca srednjega veka. Posebno velik vpliv je imela v Italiji, kjer so se spreminjajoči se bizantinski slogi ohranili do 12. stoletja in imeli velik vpliv na italijansko renesančno umetnost. V obratni smeri so bili vplivi na bizantinski slog zelo majhni. S širitvijo vzhodne pravoslavne cerkve so se bizantinske izrazne oblike in slogi razširili na ves pravoslavni svet in preko njegovih meja. Vplive bizantinske arhitekture, zlasti verskih objektov, je mogoče najti v različnih regijah od Egipta in Arabije do Rusije in Romunije.
V bizantinski književnosti so prepoznavni štirje različni kulturni elementi: grški, krščanski, rimski in orientalski. Bizantinsko književnost se pogosto razvršča v pet skupin: zgodovinsko in letopisno, enciklopedijsko (med največje bizantinske enciklopediste spadajo patriarh Fotij, Mihael Psel in Mihael Honijat) ter esejistično in posvetno pesništvo. Edina izvirna bizantinska junaška epska pesnitev je Digenis Akritas. V preostalo skupino spadajo cerkvena in teološka književnost ter ljudska poezija.
Od približno tri tisoč ohranjenih del bizantinske književnosti je samo tristo trideset del s posvetno poezijo, zgodovino, znanostjo in psevdoznanostjo. Posvetna bizantinska književnost je namreč najbolj cvetela od 9. do 12. stoletja, medtem ko se je cerkvena književnost (pridige, liturgične knjige in pesmi, teologija in verske razprave) razvila že mnogo prej. Njen najbolj viden predstavnik je bil Roman Melodist.

## Glasba
Najbolj znane ohranjene oblike bizantinske glasbe so obredna, praznična in cerkvena glasba, komponirana na grška besedila. Osnovo tega žanra so tvorili cerkveni psalmi. Grški in drugi zgodovinarji se strinjajo, da so modulacija in na splošno cel sistem bizantinske glasbe tesno povezani z antičnim grškim sistemom. Ohranili so se tudi najstarejši žanri bizantinske glasbe, načini njihove izvedbe (od 5. stoletja dalje dokaj natančni), imena skladateljev in včasih tudi okoliščine, v katerih je kakšno delo nastalo.
Ibn Hordadbeh, perzijski geograf iz 9. stoletja (?–911) v svojem leksikografski razpravi o glasbenih instrumentih kot tipične bizantinske instrumente navaja liro (lūrā), orgle (urghun), šiljani (verjetno vrsta harfe ali lire) in salandž (verjetno dude).
Prvi od naštetih instrumentov je bizantinska lira, ki se je v Benetkah preimenovala v lira da braccio in je po mnenju poznavalcev verjetno predhodnica sodobne violine. Na bizantinsko liro se še vedno igra v nekdanjih bizantinskih regijah. V Grčiji se imenuje mestna (se pravi konstantinopelska) lira (grško politiki lira), v južni Italiji kalabrijska lira, v Dalmaciji pa lirica, lijerica ali vijalo.
Drugi instrument, orgle, izvira iz helenističnega sveta (hidraulis) in se je uporabljal na dirkah na hipodromu. Orgle z velikimi svinčenimi cevmi je cesar Konstantin V. leta 757 poslal frankovskemu kralju Pipinu Malemu. Pipinov sin Karel Veliki je leta 812 zahteval podoben instrument za svojo kapelo v Aachnu, s čimer se je začel razvoj zahodne cerkvene glasbe.
Zadnji bizantinski instrument, dude, znane kot dankijo (iz starogrškega angion (starogrško Τὸ ἀγγεῖον) – posoda), se je igral celo v rimskih časih. Dion Krizostom je v 1. stoletju zapisal, da je »vladar (morda Neron) znal igrati na piščal (golenica, rimske dude, podobne grškemu aulosu) z usti ali tako, da je pod pazduho stiskal napihnjen meh«. Na dude se še danes igra po vsem nekdanjem cesarstvu. Na Balkanu se imenujejo gajde, v Grčiji campuna, v severni Mali Aziji tulum, na Kreti askomadura, v Armeniji parzapuk in v Romuniji compoi.

## Kuhinja in razvedrilo
Bizantinska kultura zabave in kuhinje je bila na začetku enaka pozno rimski, v naslednjih tisoč letih pa se je počasi spremenila v nekaj, kar je bolj podobno sodobni balkanski in anatolski kulturi.
Kuhinja se je še vedno zanašala na rimsko ribjo omako in začimbo garos, vendar je poznala tudi druga, še danes znana živila, na primer prekajeno meso pastirma (bizantinsko grško paston), ki so ga od njih prevzeli Turki in ga med zasedbo Balkana prenesli na Madžarsko in v Romunijo. Pastirma je predhodnica sodobne turške specialitete z enakim imenom. Bizantinskega izvora so tudi baklava (grško starogrško κοπτοπλακοῦς [koptoplakous]), tiropita, znana tudi kot plakuntas tetiromenus ali tiritas plakuntas, in slovita srednjeveška sladka vina (komandarija in istoimenski rumney). Pilo se je tudi vino retsina, začinjeno z borovo smolo, ki se v Grčiji proizvaja še danes in pri nevajenih pivcih sproža enake reakcije kot nekoč. Zanj se je namreč Liutprand iz Kremone, veleposlanik nemškega cesarja Svetega rimskega cesarstva Otona I. leta 968 pritožil, da je »mešanica vina, katrana, smole in beleža« in zato neužitno. Za nevajene jedce je neužitna tudi ribja omaka garos, za katero je Liutprand zapisal, da so »jedi prelivali z izjemno slabim ribjim izcedkom«. Bizantinci so uporablja tudi sojini omaki podobno omako muri iz fermentiranega ječmena, ki je dala jedem mesni okus.
Bizantinci so bili navdušeni igralci tavlija, ki je še vedno priljubljen in v angleško govorečem svetu znan kot backgammon. Bizantinski plemiči so bili navdušeni igralci cikaniona, sedanjega pola. Igra je prišla iz sasanidske Perzije. Prvi cikanisterion, stadion za igranje cikaniona, je bil zgrajen znotraj konstantinopelske Velike palače med vladavino cesarja Teodozija II. (vladal 408–450). V igri se je odlikoval cesar Bazilij I. ( vladal 867–886). Cesar Aleksander (vladal 912–913) je med igranjem umrl zaradi izčrpanosti, cesar Aleksej I. Komnen (vladal 1081–1118) se je med igranjem s Taktikijem poškodoval, cesar Ivan I. Trebzonski (vladal 1235–1238) pa je zaradi usodne poškodbe med igro umrl. Igrišč nista imela samo Konstantinopel in Trabzon, ampak tudi druga bizantinska mesta, predvsem Sparta, Efez in Atene, kar kaže na cvetoče mestno plemstvo. Med vladavino zahodno usmerjenega cesarja Manuela I. Komnena so se nad igro navdušili tudi križarji in jo prenesli v zahodno Evropo.

## Vlada in državna uprava
V bizantinski državi je bil edini in absolutni vladar cesar, katerega oblast je bila božanskega izvora. Senat je svojo politično in zakonodajno oblast prenesel na cesarja in postal nekakšen častni svet s titularnimi senatorji. Do konca 8. stoletja je civilna uprava, osredotočena na dvoru, postala del obsežne konsolidacije oblasti in kapitala. Za to obdobje je značilen pojav vplivnih visokih državnih uradnikov sakelarijev. Najpomembnejša upravna reforma, ki je verjetno začela veljati sredi 7. stoletja, je bilo ustvarjanje civilno-vojaških okrožij – tém, ki so jih upravljali strategi.
Bizantinska državna uprava je bila kljub občasnim odstopanjem in negativnemu prizvoku izraza »bizantinski« zelo sposobna in prilagodljiva. Dodelan sistem državnih naslovov in prioritet je dajal dvoru ugled in velik vpliv. Uradniki okoli cesarja so bili razporejeni v strogem redu in bili zelo odvisni od cesarjeve volje. Država je imela tudi dejanska upravna delovna mesta, ki so se namesto uradom praviloma dodeljevala posameznikom.
V 8. in 9. stoletju je služba državnega uradnika pomenila najbolj zanesljivo pot do aristokratskega položaja, vendar je že začetku 9. stoletja civilno aristokracijo začela izpodrivati plemiška aristokracija. Po nekaterih študijah je v 11. stoletju v bizantinski upravi prevladovala konkurenca med civilno in vojaško aristokracijo. V tem obdobju je Aleksej I. Komnen izvedel pomembne upravne reforme, vključno z ustanovitvijo novih dvorni dostojanstev in položajev.

### Diplomacija
Po padcu Rima je bil za Bizantinsko cesarstvo ključni izziv ohraniti diplomatske odnose s sosednjimi državami. Ko so druge države začele graditi svoje politične institucije, so se pogosto zgledovale po Bizantinskem cesarstvu. Bizantinski diplomaciji je kmalu uspelo vplesti svoje sosede v mrežo mednarodnih in meddržavnih odnosov. Mrežo je stkala z meddržavnimi pogodbami, vključevanjem novih vladarjev v bizantinsko cesarsko družino in sprejemanjem bizantinskih družbenih odnosov, vrednot in institucij. Medtem ko klasični pisci radi razpravljajo o etičnih in pravnih razlikah med mirom in vojno, so imeli Bizantinci diplomacijo za obliko vojne z drugimi sredstvi. Bolgarsko grožnjo, na primer, so preprečili z zagotavljanjem denarja za Kijevsko Rusijo.
Diplomacija je imela razen povsem politične funkcije tudi izjemno pomembno funkcijo zbiranja za državo pomembnih podatkov. Urad za barbare (tujce) v Konstantinoplu se je ukvarjal s protokolom in vodenjem zapisov o vseh vprašanjih, povezanih z »barbari«, in je morda imel predvsem obveščevalno funkcijo. John B. Bury je prepričan, da je urad izvajal nadzor nad vsemi tujci na obisku v Konstantinoplu. Podrejen je bil logotetu za javno pošto (grško starogrško λογοθέτης τοῦ δρόμου [Logothetes tou dromou]). Urad se je torej navzven kazal kot urad za protokol, katerega naloga je bila zagotavljanje ustrezne skrbi za tuje odposlance, od države pa je v ta namen prejemal sredstva za vzdrževanje in imel uradne prevajalce, vendar je verjetno obenem imel tudi skrivno obveščevalno-varnostno vlogo.
Bizantinci so izkoriščali številne diplomatske prakse. Delegacije v tujih prestolnicah, na primer, so tam ostale tudi več let, od članov tujih kraljevih hiš pa se je rutinsko zahtevalo, da prebivajo v Konstantinoplu, ne le kot morebitni talci, ampak tudi kot uporabno orodje ob spremembah političnih razmer. Druga ključna praksa je bila, da so obiskovalce zasuli z razkošjem. Dimitrij Obolenski meni, da se je starodavna civilizacija v Evropi ohranila samo zaradi spretnost in iznajdljivost bizantinske diplomacije.

### Zastave in insignije
Bizantinsko cesarstvo v večini svoje zgodovine ni poznalo ali uporabljalo heraldike v zahodnoevropskem smislu. V uradnih priložnostih in za vojaške namene so se uporabljali različni emblemi (grško starogrško σημείον [sēmeion], mn. starogrško σημεία [sēmeia]), kot so pasice in ščiti z različnimi motivi, na primer križem in kristogramom (☧). Na pečatih uradnikov so se pogosto upodabljali križ, Kristus, Marija in različni svetniki, ki so bili bolj osebni kot družinski simboli.

## Jezik
V vzhodnih rimskih provincah je bil tudi pred padcem Zahodnega rimskega cesarstva primarni jezik grščina, ki se je v regiji govorila več stoletij pred uvedbo latinščine. Izjeme so bile cesarski dvor, državna uprava in vojska. Po rimski osvojitvi vzhoda sta Pax Romana in razvoj javne infrastrukture omogočila nadaljnjo širitev in utrditev grškega jezika na vzhodu. Grščina je zelo zgodaj postala tudi skupni jezik Cerkve, učenosti in umetnosti ter v veliki meri lingua franca za trgovanje med provincami in z drugimi narodi. Grški jezik je sčasoma postal diglosen s pogovornim jezikom, znanim kot koiné. Slednji se je kasneje razvil v demotsko grščino. Uporabljal se je vzporedno s starejšo pisno obliko, dokler ni postal standardni govorni in pisni jezik.
Latinščina se je v državni upravi ohranila do 7. stoletja, ko jo je uradno ukinil cesar Heraklij. Med izobraženci je hitro utonila v pozabo, v državnih ceremonialih pa se je uporabljala še nekaj časa. Ljudska latinščina je ostala manjšinski jezik nekaterih delov cesarstva, predvsem vzdolž dalmatinske obale (dalmatinščina) in med romunskimi narodi.
V večnarodnem imperiju so se govorili tudi drugi jeziki. V različnih obdobjih in provincah so imeli nekateri celo status uradnega jezika. Predvsem na začetku srednjega veka se je vzhodnih provincah med izobraženci pogosto uporabljala sirščina. Podoben položaj so v svojih provincah imeli koptski, armenski in gruzijski jezik. Pozneje so postali pomembni tudi stara cerkvena slovanščina, perzijščina in arabščina.
V Konstantinoplu kot najpomembnejšem trgovskem središču Mediterana in širše se je v srednjem veku poleg omenjenih jezikov govorilo skoraj vse znane svetovne jezike, celo kitajsko. V obdobju propadanja cesarstva se je njegovo prebivalstvo kulturno homogeniziralo in grški jezik je postal osnovni povezovalni element njihove identitete in vere.

## Zapuščina
Bizanc se je pogosto istovetil z absolutizmom, pravoslavno duhovnostjo, orientalizmom in eksotiko, medtem ko je izraz bizantinski pomenil dekadenco, zapleteno birokracijo in represijo. V državah srednje in jugovzhodne Evrope, ki so v poznih 1980. in zgodnjih 1990. letih dvajsetega stoletja izstopile iz vzhodnega bloka, so bila mnenja o bizantinski civilizaciji in njeni zapuščini izrazito negativna zaradi njene povezave z domnevno »vzhodno avtoritarnostjo in avtokracijo«. Avtorji iz vzhodne in zahodne Evrope so Bizanc pogosto dojemali kot jedro verskih, političnih in filozofskih idej, ki so bile v nasprotju s tistimi na Zahodu. V 19. stoletju so tudi v Grčiji poudarjali predvsem svojo klasično preteklost in bizantinsko tradicijo povezovali z negativnimi konotacijami.
Takšen tradicionalen pogled na Bizanc so delno ali v celoti izpodbile sodobne študije, ki se osredotočajo na pozitivne vidike bizantinske kulture in dediščine. Averil Cameron meni, da bizantinskega prispevka k nastanku srednjeveške Evrope ni mogoče zanikati. Cameron in Obolensky priznavata tudi pomembno vlogo Bizanca pri oblikovanju pravoslavja, ki pa je imel osrednje mesto v zgodovini in družbah Grčije, Romunije, Bolgarije, Rusije, Gruzije, Srbije in drugih držav. Bizantinci so s prepisovanjem ohranili dela klasičnih avtorjev kot nosilcev klasičnega znanja, zato so pomembno prispevali k razvoju sodobne evropske civilizacije in bili predhodniki tako renesančnega humanizma kot slovanske pravoslavne kulture.
Bizantinsko cesarstvo je kot edina stabilna srednjeveška evropska država ločevalo zahodno Evropo od novonastajajočih sil na vzhodu. Evropo je branilo pred stalnimi napadi Perzijcev, Arabcev, Seldžukov in nekaj časa tudi osmanskih Turkov. Razvoj in stalno preoblikovanje bizantinske države po 7. stoletju sta bila neposredno povezana prav s širjenjem islama.
Po turški osvojitvi Konstantinopla leta 1453 je sultan Mehmed II. prevzel naslov kaysar-i rum, ki je turški ekvivalent naslova rimski cesar. Sultan se je namreč odločil, da bo Osmansko cesarstvo dedič Vzhodnega rimskega cesarstva. Po Cameronovem mnenju so Osmani ohranili pomembne vidike bizantinskega izročila, kar je v postkomunističnem obdobju omogočilo preporod pravoslavja v vzhodnoevropskih državah.

### Primarni viri
- Prokopij iz Cezareje. (1961). Pod Justinijanovim žezlom. Ljubljana: Cankarjeva založba. (COBISS)
- Niketas Honiates. (1912). Opustošenje Konstantinopla (1204). Angleški prevod in ponatis iz Original Sources of European History. D.C. Munro (Series 1, Vol 3:1). Filadelfija: University of Pennsylvania Press. str. 15–6.
- Cinamus, Joanes. (1976). Deeds of John and Manuel Comnenus (Dejanja Ivana in Manuela Komnena). New York in West Sussex: Columbia University Press. ISBN 0-231-04080-6
- Evzebij Cezarejski. Life of Constantine (Book IV). Christian Classics Ethereal Library.
- Geoffroi de Villehardouin (1963). The Conquest of Constantinople. Chronicles of the Crusades (prevod Margaret R. Shaw). Penguin Classics. ISBN 0-14-044124-7
- Ana Komnena. (1928). Aleksiada X-XIII. Angleški prevod Elizabeth A. S. Dawes. Internet Medieval Sourcebook.
- Seeck, Otto. (ur.) (1876). Notitia Dignitatum; accedunt Notitia Urbis Constantinopolitanae Laterculi Prouinciarum. Berlin: Weidmann.

### Sekundarni viri
- Ahrweiler, Hélène; Laiou, Angeliki E. (1998). Preface. Studies on the Internal Diaspora of the Byzantine Empire. Washington, DC: Dumbarton Oaks. ISBN 0-88402-247-1.
- Anastos, Milton V. (1962). The History of Byzantine Science. Report on the Dumbarton Oaks Symposium of 1961. Dumbarton Oaks Papers 16: 409–11. doi: 10.2307/1291170. ISSN 0070-7546 JSTOR 1291170
- Angold, Michael (1997). The Byzantine Empire, 1025–1204: A Political History. London: Longman. ISBN 978-0-582-29468-4
- Antonucci, Michael. (1993). War by Other Means: The Legacy of Byzantium. History Today 43 (2): 11–3. ISSN 0018-2753 Pridobljeno 21. maja 2007.
- Apostolides, Sophocles Evangelinus. (1992). Greek Lexicon of the Roman and Byzantine Periods. Hildesheim: Georg Olms. ISBN 3-487-05765-4
- Bayless, William N. (1976). The Treaty with the Huns of 443. The American Journal of Philology 97: 176–9. JSTOR 294410
- Baynes, Norman Hepburn; Moss, Henry St. Lawrence Beaufort, eds. (1948). Byzantium: An Introduction to East Roman Civilization. Oxford: Clarendon Press.
- Baynes, Norman Hepburn. (1912). The Restoration of the Cross at Jerusalem. The English Historical Review 27 (106): 287–99. doi: 10.1093/ehr/XXVII.CVI.287. ISSN 0013-8266
- Baynes, Spencer (1907). Vlachs. Encyclopædia Britannica (11. izdaja). New York.
- Beaton, Roderick (1996). The Medieval Greek Romance. New York and London: Routledge. ISBN 0-415-12032-2
- Beckwith, John (1993) [1970]. Early Christian and Byzantine Art. New Haven: Yale University Press. ISBN 0-300-05296-0
- Béhar, Pierre (1999). Vestiges d'Empires: La Décomposition de l'Europe Centrale et Balkanique. Pariz: Éditions Desjonquères. ISBN 2-84321-015-1
- Benz, Ernst (1963). The Eastern Orthodox Church: Its Thought and Life. Piscataway: Aldine.
- Bideleux, Robert; Jeffries, Ian (1998). A History of Eastern Europe: Crisis and Change. New York and London: Routledge. ISBN 0-415-16111-8
- Birkenmeier, John W. (2002). The Development of the Komnenian Army: 1081–1180. Leiden: Brill. ISBN 90-04-11710-5
- Blume, Fred H; Kearley, Timothy. (ur.) (2008). Annotated Justinian Code. Laramie: University of Wyoming.
- Bray, R. S. (2004). Armies of Pestilence: The Impact of Disease on History. James Clarke. ISBN 0-227-17240-X
- Brooke, Zachary Nugent (1962). A History of Europe, from 911 to 1198. London: Methuen.
- Bryce, James (1901). Studies in History and Jurisprudence, Vol. 1. H. Frowde. ISBN 1-4021-9046-8
- Browning, Robert (1983). The Continuity of Hellenism in the Byzantine world: Appearance or Reality?. In Winnifrith, Tom; Murray, Penelope. Greece Old and New. New York: Macmillan. str. 111–128. ISBN 0-333-27836-4
- Browning, Robert (1992). The Byzantine Empire. Washington, DC: The Catholic University of America Press. ISBN 0-8132-0754-1.
- Burns, Thomas S. (1991). A History of Ostrogoths. Bloomington and Indianapolis: Indiana University Press. ISBN 0-253-20600-6.
- Bury, John Bagnall (1923). History of the Later Roman Empire. London: Macmillan.
- Bury, John Bagnall; Philotheus (1911). The Imperial Administrative System of the Ninth Century: With a Revised Text of the Kletorologion of Philotheos. London: Oxford University Press.
- Bury, John Bagnall (1920). The Early History of the Slavonic Settlements in Dalmatia, Croatia, & Serbia. New York: Macmillan.
- Cameron, Averil (1979). Images of Authority: Elites and Icons in Late Sixth-century Byzantium. Past and Present 84 (1): 3. doi:10.1093/past/84.1.3.
- Cameron, Averil (2006). The Byzantines. Oxford: Blackwell. ISBN 978-1-4051-9833-2
- Cameron, Averil (2009). Οι Βυζαντινοί. Atene: Psychogios. ISBN 978-960-453-529-3
- Campbell, George L. (2000) [1991]. Compendium of the World's Languages: Abaza to Kurdish. New York and London: Routledge. ISBN 0-415-20296-5
- Chrysos, Evangelos (1992). Byzantine Diplomacy, CE 300–800: Means and End. In Jonathan Shepard, Simon Franklin. Byzantine Diplomacy: Papers from the Twenty-Fourth Spring Symposium of Byzantine Studies. Cambridge, marec 1990 (Society for the Promotion of Byzant). Variorum. ISBN 0-86078-338-3
- Clark, Victoria (2000). Why Angels Fall: A Journey through Orthodox Europe from Byzantium to Kosovo. London: Macmillan. ISBN 0-312-23396-5
- Cohen, H. Floris (1994). The Scientific Revolution: A Historiographical Inquiry. Chicago: University of Chicago Press. ISBN 0-226-11280-2
- Comrie, Bernard (1987). Russian. V Shopen, Timothy. Languages and Their Status. Philadelphia: University of Pennsylvania Press. str. 91–152. ISBN 0-8122-1249-5
- Davies, Norman (1996). Europe: A History. Oxford: Oxford University Press. ISBN 0-19-820171-0
- Day, Gerald W. (1977). Manuel and the Genoese: A Reappraisal of Byzantine Commercial Policy in the Late Twelfth Century. The Journal of Economic History 37 (2): 289–301. doi: 10.1017/S0022050700096947. JSTOR 2118759.
- Dennis, George T. (1985). Three Byzantine Military Treatises. Washington, DC: Dumbarton Oaks.
- Diehl, Charles (1948). Byzantine Art. V Baynes, Norman Hepburn; Moss, Henry St. Lawrence Beaufort. Byzantium: An Introduction to East Roman Civilization. Oxford: Clarendon. OCLC 1058121.
- Drake, H. A. (1995). Constantine and Consensus. Church History 64 (1): 1–15. JSTOR 3168653.
- Duiker, William J.; Spielvogel, Jackson J. (2010). The Essential World History. Boston: Wadsworth. ISBN 978-0-495-90227-0
- El-Cheikh, Nadia Maria (2004). Byzantium Viewed by the Arabs. Cambridge, MA: Harvard University Press. ISBN 0-932885-30-6
- Esler, Philip Francis (2004). The Early Christian World. New York and London: Routledge. ISBN 0-415-33312-1
- Evans, James Allan Stewart (2005). The Emperor Justinian and the Byzantine Empire. Westport: Greenwood. ISBN 0-313-32582-0.
- Evans, Helen C. (2004). Byzantium, Faith and Power (1261–1557). New York, NY: Metropolitan Museum of Art/Yale University Press. ISBN 1-58839-114-0
- Ferluga, Jadran, Bizantinska družba in država. Ljubljana, 1992.
- Foss, Clive (1975). The Persians in Asia Minor and the End of Antiquity. The English Historical Review 90 (357): 721–747. doi: 10.1093/ehr/XC.CCCLVII.721.
- Fossier, Robert; Sondheimer, Janet (1997). The Cambridge Illustrated History of the Middle Ages. Cambridge: Cambridge University Press. ISBN 0-521-26644-0
- Fouracre, Paul; Gerberding, Richard A. (1996). Late Merovingian France: History and Hagiography, 640–720. Manchester: Manchester University Press. ISBN 0-7190-4791-9
- Freeman, Charles (1999). The Greek Achievement – The Foundation of the Western World. New York: Penguin. ISBN 0-670-88515-0
- Gabriel, Richard A. (2002). The Great Armies of Antiquity. Westport: Greenwood. ISBN 0-275-97809-5
- Lynda Garland (1999). Byzantine Empresses: Women and Power in Byzantium AD 527-1204 (1 izd.). Routledge. ISBN 0-415-14688-7.
- Gibbon, Edward (1906). J. B. Bury. The Decline and Fall of the Roman Empire (Volumes II, III, and IX). New York: Fred de Fau.
- Grabar, André (1984). L'iconoclasme Byzantin: le dossier archéologique. Flammarion. ISBN 2-08-081634-9
- Grant, Robert M. (1975). Religion and Politics at the Council at Nicaea. The Journal of Religion 55 (1): 1–12. doi:10.1086/486406. JSTOR 1202069.
- Greatrex, Geoffrey B. (2005). Byzantium and the East in the Sixth Century. In Maas, Michael. The Cambridge Companion to the Age of Justinian. Cambridge: Cambridge University Press. str. 477–509. ISBN 0-521-81746-3
- Greatrex, Geoffrey; Lieu, Samuel N. C. (2002). The Roman Eastern Frontier and the Persian Wars (Part II, 363–630 AD). New York and London: Routledge. ISBN 0-415-14687-9.
- Gregory, Timothy E. (2010). A History of Byzantium. Malden: Wiley-Blackwell. ISBN 1-4051-8471-X
- Grierson, Philip (1999). Byzantine Coinage (PDF). Washington, DC: Dumbarton Oaks. ISBN 0-88402-274-9. Archived from the original (PDF) on 27 September 2007.
- Gross, Feliks (1999). Citizenship and Ethnicity: The Growth and Development of a Democratic Multiethnic Institution. Westport: Greenwood. ISBN 0-313-30932-9
- Gutas, Dimitri (1998). Greek Thought, Arabic Culture: The Graeco-Arabic Translation Movement. New York and London: Routledge. ISBN 0-415-06132-6
- Hacikyan, Agop Jack; Basmajian, Gabriel; Franchuk, Edward S.; Ouzounian, Nourhan (2002). The Heritage of Armenian Literature: From the Sixth to the Eighteenth Century. Detroit: Wayne State University Press. ISBN 0-8143-3023-1
- Haldon, John F. (ur.) (2009). A Social History of Byzantium. Hoboken, NJ. ISBN 978-1-4051-3241-1
- Haldon, John (1990). Byzantium in the Seventh Century: The Transformation of a Culture. Cambridge: Cambridge University Press. ISBN 0-521-31917-X.
- Haldon, John (2004). The Fate of the Late Roman Senatorial Elite: Extinction or Transformation?. In John Haldon and Lawrence I. Conrad. The Byzantine and Early Islamic Near East VI: Elites Old and New in the Byzantine and Early Islamic Near East. Darwin. ISBN 0-87850-144-4.
- Halsall, Paul (1998). East Asian History Sourcebook: Chinese Accounts of Rome, Byzantium and the Middle East, c. 91 B.C.E. – 1643 C.E.. New York: Fordham University. Pridobljeno 21. aprila 2012.
- Harris, Jonathan. (2014). Byzantium and the Crusades, 2. izdaja. Bloomsbury. ISBN 978-1-78093-767-0
- Harvey, Alan. (2003). Economic Expansion in the Byzantine Empire, 900–1200. Cambridge: Cambridge University Press. ISBN 0-521-52190-4.
- Haywood, John. (2001) [1997]. Cassell's Atlas of World History. London: Cassell. ISBN 0-304-35757-X
- Heather, Peter. (2005). The Fall of the Roman Empire. London: Macmillan. ISBN 978-0-330-49136-5
- Hindley, Geoffrey. (2004). A Brief History of the Crusades. London: Robinson. ISBN 978-1-84119-766-1
- Hooper, Nicholas; Bennett, Matthew. (1996). The Cambridge Illustrated Atlas of Warfare: The Middle Ages. Cambridge: Cambridge University Press. ISBN 0-521-44049-1
- James, Liz (2010). A Companion to Byzantium. Chichester: John Wiley. ISBN 1-4051-2654-X
- Jenkins, Romilly James Heald. (1987). Byzantium: The Imperial Centuries, CE 610–1071. Toronto: University of Toronto Press. ISBN 0-8020-6667-
- Jones, Arnold Hugh Martin. (1986). The Later Roman Empire, 284–602: A Social Economic and Administrative Survey. Baltimore: Johns Hopkins University Press. ISBN 0-8018-3353-1.
- Kaegi, Walter Emil. (2003). Heraclius, Emperor of Byzantium. Cambridge: Cambridge University Press. ISBN 0-521-81459-6
- Kaldellis, Anthony. (2007). Hellenism in Byzantium: The Transformations of Greek Identity and the Reception of the Classical Tradition. Cambridge: Cambridge University Press. ISBN 0-521-87688-5
- Karlin-Heyer, P. (1967). When Military Affairs Were in Leo's Hands. Tradition 23: 15–40. JSTOR 27830825.
- Kazhdan, Alexander, ur. (1991). Oxford Dictionary of Byzantium. New York ; Oxford : Oxford University Press. ISBN 978-0-19-504652-6.
- Kazhdan, Aleksandr Petrovich; Epstein, Ann Wharton (1985). Change in Byzantine Culture in the Eleventh and Twelfth Centuries. Berkeley and Los Angeles: University of California Press. ISBN 0-520-05129-7
- Kazhdan, Alexander Petrovich; Constable, Giles. (1982). People and Power in Byzantium: An Introduction to Modern Byzantine Studies. Washington, DC: Dumbarton Oaks. ISBN 0-88402-103-3
- Kean, Roger Michael- (2006). Forgotten Power: Byzantium: Bulwark of Christianity. Shropshire: Thalamus. ISBN 1-902886-07-0.
- King, David A. (marec 1991). Reviews: The Astronomical Works of Gregory Chioniades, Volume I: The Zij al- Ala'i by Gregory Chioniades, David Pingree; An Eleventh-Century Manual of Arabo-Byzantine Astronomy by Alexander Jones. Isis 82 (1): 116–118. doi:10.1086/355661.
- Klein, Holgen A. (2004). Eastern Objects and Western Desires: Relics and Reliquaries between Byzantium and the West. Dumbarton Oaks Papers 58: 283–314. JSTOR 3591389.
- Kountoura-Galake, Eleonora. (1996). Ο βυζαντινός κλήρος και η κοινωνία των "Σκοτεινών Αἰώνων [Bizantinski kler in družba v srednjem veku] (v grščini). Athene: Ethniko Idryma Erevnon. ISBN 978-960-7094-46-9
- Kuhoff, Wolfgang (2002). Die diokletianische Tetrarchie als Epoche einer historischen Wende in antiker und moderner Sicht. International Journal of the Classical Tradition 9 (2): 177–194. doi:10.1007/BF02898434. JSTOR 30224306.
- Laiou, Angeliki E. (2002). Exchange and Trade, Seventh-Twelfth Centuries. In Angeliki E. Laiou. The Economic History of Byzantium (Volume 2). Washington, D.C.: Dumbarton Oaks, str. 697–708.
- Laiou, Angeliki E.; Morisson, Cécile. (2007). The Byzantine Economy. Cambridge: Cambridge University Press. ISBN 0-521-84978-0
- Laiou, Angeliki E. (2002). Writing the Economic History of Byzantium. In Angeliki E. Laiou. The Economic History of Byzantium (Volume 1) (PDF). Washington, DC: Dumbarton Oaks, str. 3–8.
- Lapidge, Michael; Blair, John; Keynes, Simon. (1998). The Blackwell Encyclopaedia of Anglo-Saxon England. Malden: Blackwell. ISBN 0-631-22492-0
- Lenski, Noel. (1999). Assimilation and Revolt in the Territory of Isauria, From the 1st Century BC to the 6th Century AD. Journal of the Economic and Social History of the Orient 42: 413–465. doi: 10.1163/1568520991201687. ISSN 0022-4995. JSTOR 3632602.
- Louth, Andrew. (2005). The Byzantine Empire in the Seventh Century. In Paul Fouracre and Rosamond McKitterick. The New Cambridge Medieval History (Volume I). Cambridge: Cambridge University Press. ISBN 0-521-36291-1
- Madden, Thomas F. (2005). Crusades: The Illustrated History. Ann Arbor: University of Michigan Press. ISBN 0-472-03127-9.
- Magdalino, Paul. (2002). Medieval Constantinople: Built Environment and Urban Development. V Angeliki E. Laiou. The Economic History of Byzantium (Volume 2). Washington, DC: Dumbarton Oaks. str. 529–537.
- Magdalino, Paul. (2002). The Empire of Manuel I Komnenos, 1143–1180. Cambridge: Cambridge University Press. ISBN 0-521-52653-1
- Mango, Cyril A. (2002). The Oxford History of Byzantium. Oxford: Oxford University Press. ISBN 0-19-814098-3
- Mango, Cyril A. (2007). Η Αυτοκρατορία της Νέας Ρώμης [Byzantium: The Empire of the New Rome]. Athens: Educational Institution of the National Bank of Greece.
- Matschke, Klaus-Peter. (2002). Commerce, Trade, Markets, and Money: Thirteenth-Fifteenth Centuries. V: Angeliki E. Laiou. The Economic History of Byzantium (Volume 2). Washington, DC: Dumbarton Oaks, str. 771–806.
- McDonnell, Myles Anthony. (2006). Roman Manliness: Virtus and the Roman Republic. Cambridge: Cambridge University Press. ISBN 978-0-521-82788-1
- Meyendorff, John. (1982). The Byzantine Legacy in the Orthodox Church. Yonkers: St Vladimir's Seminary Press.ISBN 0-913836-90-7.
- Meier, William N. (2003). Die Inszenierung einer Katastrophe: Justinian und der Nika-Aufstand. Zeitschrift für Papyrologie und Epigraphik 142: 273–300. JSTOR 20191600.
- Millar, Fergus. (2006). A Greek Roman Empire: Power and Belief under Theodosius II (408–450). Berkeley and Los Angeles: University of California Press. ISBN 0-520-24703-5
- Miller, William. (1907). Monemvasia. The Journal of Hellenic Studies 27.
- Moravcsik, Gyula. (1970). Byzantium and the Magyars. Amsterdam: Hakkert.
- Neumann, Iver B. (2006). Sublime Diplomacy: Byzantine, Early Modern, Contemporary. Millennium: Journal of International Studies 34 (3): 865-8888. doi: 10.1177/03058298060340030201. ISSN 1569-2981
- Neville, Leonora Alice (2004). Authority in Byzantine Provincial Society, 950–1100. Cambridge: Cambridge University Press. ISBN 0-521-83865-7.
- Nicol, Donald MacGillivray. (1993). The Last Centuries of Byzantium, 1261–1453. Cambridge: Cambridge University Press. ISBN 0-521-43991-4
- Norwich, John Julius (1998). A Short History of Byzantium. Ringwood, Vic.: Penguin. ISBN 978-0-14-025960-5
- Nystazopoulou-Pelekidou, Maria (1970). Συμβολή εις την χρονολόγησιν των Αβαρικών και Σλαβικών επιδρομών επί Μαυρικίου (582–602) (μετ' επιμέτρου περί των Περσικών πολέμων) [Prispevek h kronologiji avarskih in slovanskih pohodov med vladanjem cesarja Mavricija (582–602) z izvlečki o perzijskih vojnah]. Byzantina Symmeikta 2: 145–206. ISSN 1105-1639. Pridobljeno 10. marca 2012.
- Obolensky, Dimitri. (1994). Byzantium and the Slavs. Yonkers: St Vladimir's Seminary Press. ISBN 0-88141-008-X
- Oikonomides, Nikos. (1999). L᾽ Unilinguisme Officiel de Constantinople Byzantine. Byzantina Symmeikta 13: 9–22. ISSN 1105-1639. Pridobljeno 11. marca 2012.
- Ostrogorsky, George. (1959). The Byzantine Empire in the World of the Seventh Century. Dumbarton Oaks Papers 13: 1–21. doi:10.2307/1291127. JSTOR 1291126.
- Ostrogorsky, George. (1969). History of the Byzantine State. New Brunswick: Rutgers University Press. ISBN 0-8135-1198-4.
- Ostrogorski, Georgij. Zgodovina Bizanca. Ljubljana. DZS, 1961. (COBISS)
- Paparrigopoulos, Constantine; Karolidis, Pavlos (1925).Ιστορία του Ελληνικού Έθνους [Zgodovina grškega ljudstva], 4. zvezek (v gtščini). Eleftheroudakis.
- Parry, Kenneth. (1996). Depicting the Word: Byzantine Iconophile Thought of the Eighth and Ninth Centuries. Leiden in New York: Brill. ISBN 90-04-10502-6
- Postan, Michael Moïssey; Miller, Edward; Postan, Cynthia. (1987). The Cambridge Economic History of Europe (Volume 2). Cambridge: Cambridge University Press. ISBN 0-521-08709-0
- Patterson, Gordon M. (1995) [1990]. The Essentials of Medieval History: 500 to 1450 AD, the Middle Ages. Piscataway: Research and Education Association. ISBN 978-0-87891-705-1
- Pounds, Norman John Greville. (1979). An Historical Geography of Europe, 1500–1840. Cambridge: Cambridge University Press. ISBN 0-521-22379-2
- Read, Piers Paul (2000) [1999]. The Templars: The Dramatic History of the Knights Templar, The Most Powerful Military Order of the Crusades. New York: St. Martin's Press. ISBN 0-312-26658-8
- Reinert, Stephen W. (2002). Fragmentation (1204–1453). V Cyril Mango. The Oxford History of Byzantium. Oxford: Oxford University Press. str. 248–283. ISBN 0-19-814098-3
- Rice, David Talbot. (1968). Byzantine Art (3. izdaja). Harmondsworth: Penguin Books Limited.
- Robins, Robert Henry. (1993). The Byzantine Grammarians: Their Place in History. Berlin and New York: Mouton de Gruyter. ISBN 3-11-013574-4
- Rosser, John H. (2011). "Introduction". Historical Dictionary of Byzantium. Lanham, MA: Scarecrow. ISBN 0-8108-7567-5.
- Runciman, Steven. (1990). The Fall of Constantinople, 1453. Cambridge: Cambridge University Press. ISBN 0-521-39832-0.
- Sarantis, Alexander. (2009). War and Diplomacy in Pannonia and the Northwest Balkans during the Reign of Justinian: The Gepid Threat and Imperial Responses. Dumbarton Oaks Papers 63: 15–40. JSTOR 41219761.
- Jean W. Sedlar (1994). East Central Europe in the Middle Ages, 1000–1500. Seattle ; Washington : University of Washington Press. ISBN 978-0-295-97290-9.
- Seton-Watson, Hugh (1967). The Russian Empire, 1801–1917. Oxford: Oxford University Press. ISBN 0-19-822152-5
- Shepard, Jonathan. (ur.) (2008). The Cambridge History of the Byzantine Empire c. 500-1492. Cambridge. ISBN 978-0-521-83231-1
- Sotinel, Claire (2005). Emperors and Popes in the Sixth Century: The Western View. In Maas, Michael. The Cambridge Companion to the Age of Justinian. Cambridge: Cambridge University Press. str. 267–290. ISBN 0-521-81746-3
- Speck, Paul (1984). Ikonoklasmus und die Anfänge der Makedonischen Renaissance. Poikila Byzantina 4: 175–210.
- Stephenson, Paul. (2010). (ur.) The Byzantine World. London, New York. ISBN 978-0-415-44010-3
- Stephenson, Paul. (2000). Byzantium's Balkan Frontier: A Political Study of the Northern Balkans, 900–1204. Cambridge: Cambridge University Press. ISBN 0-521-77017-3
- Šišić, Ferdo (1990). Povijest Hrvata u vrijeme narodnih vladara: sa 280 slika i 3 karte u bojama. Zagreb: Nakladni zavod Matice hrvatske. ISBN 86-401-0080-2
- Tarasov, Oleg; Milner-Gulland, R. R. (2004). Icon and Devotion: Sacred Spaces in Imperial Russia. London: Reaktion. ISBN 1-86189-118-0.
- Tatakes, Vasileios N.; Moutafakis, Nicholas J. (2003). Byzantine Philosophy. Indianapolis: Hackett. ISBN 0-87220-563-0.
- Teall, John L. (1967). The Age of Constantine Change and Continuity in Administration and Econo. Dumbarton Oaks Papers 21: 11–36. JSTOR 1291256.
- Timberlake, Alan. (2004). A Reference Grammar of Russian. Cambridge: Cambridge University Press. ISBN 978-0-521-77292-1.
- Treadgold, Warren. (1995). Byzantium and Its Army, 284–1081. Stanford: Stanford University Press. ISBN 0-8047-2420-2.
- Treadgold, Warren. (1997). A History of the Byzantine State and Society. Stanford: Stanford University Press. ISBN 0-8047-2630-2.
- Troianos, Spyros; Velissaropoulou-Karakosta, Julia (1997).Ιστορία δικαίου από την αρχαία στην νεώτερη Ελλάδα ["History of law from ancient to modern Greece"]. Athens: Sakkoulas. ISBN 960-232-594-1
- Vasiliev, Alexander Alexandrovich. (1928–1935). History of the Byzantine Empire. Madison: The University of Wisconsin Press. ISBN 0-299-80925-0.
- Versteegh, Cornelis H.M. (1977). Greek Elements in Arabic Linguistic Thinking. Leiden: Brill. ISBN 90-04-04855-3
- Watson, Bruce. (1993). Sieges: A Comparative Study. Westport: Praeger. ISBN 0-275-94034-9
- Weitzmann, Kurt. (1982). The Icon. London: Evans Brothers. ISBN 0-237-45645-1
- Whittow, Mark. (1996). The Making of Byzantium, 600–1025. Berkeley and Los Angeles, CA: University of California Press. ISBN 0-520-20496-4
- Wickham, Chris. (2009). The Inheritance of Rome: A History of Europe from 400 to 1000. New York: Viking. ISBN 0-670-02098-2
- Wolff, Robert Lee. (1948). Romania: The Latin Empire of Constantinople. Speculum 23 (1): 1–34. JSTOR 2853672.
- Wroth, Warwick. (1908). Catalogue of the Imperial Byzantine Coins in the British Museum. British Museum Dept. of Coins and Medals. ISBN 1-4021-8954-0